# ثقافة أوروبية
يمكن وصف ثقافة أوروبا على شكل سلسلة من الثقافات المتداخلة، والتي تحوي مزجًا من الثقافة الموجودة في جميع أنحاء القارة.
أغلب الباحثين يتفقون على أن الثقافة الأوروبية أو الحضارة الغربية بمعنى أوسع تقوم على أساسين ومصدرين هما الحضارة اليونانية-الرومانية والديانة المسيحية. حدد رئيس المفوضية الأوروبية الأسبق جاك ديلور هوية أوروبا بأبعاد ثلاثة: الديانة المسيحية، القانون الروماني، والنزعة الإنسانية في الفلسفة اليونانية.
على الرغم من التميز السياسي والاجتماعي للدول الأوروبية فإن المساهمات الأوروبية في التراث الثقافي والتاريخي للعالم لا تزال هائلة. أوروبا هي موطن لأكبر عدد من مواقع التراث العالمي لليونسكو (384) حتى الآن وتمتلك مجموعة غنية من الأعمال الفنية والثقافية والأدبية من فترات مختلفة وتأتي إيطاليا (50) في مقدمة الدول الأوروبية لأكبر عدد من مواقع التراث العالمي لليونسكو تليها إسبانيا (44)، وفرنسا (39)، وألمانيا (39) والمملكة المتحدة (28). كما وامتلكت أوروبا تأثيرًا ثقافيًا واسعاً في جميع أنحاء العالم، يرجع ذلك أيضاً إلى الاستعمار والهجرة الأوروبية. يوجد في أوروبا عموما ما يقدر بنحو الآلاف من الآثار من أي نوع (المتاحف والقصور والمباني والتماثيل والكنائس والمعارض الفنية والفيلات والنوافير والمنازل التاريخية والمواقع الأثرية).

## أسس الثقافة الأوروبية

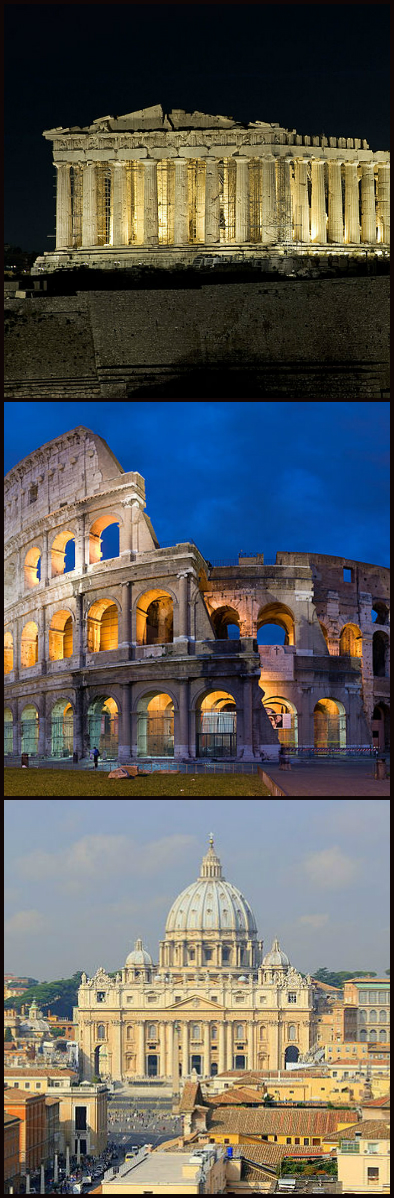
تعد أسس الثقافة الأوروبيّة بحسب أغلب الأكاديميين:
(1) اليونان القديمة
(2) روما القديمة
(3) الديانة المسيحية.

ينقسم إرث الهويّة الثقافية في أوروبا إلى أوروبا الغربية ذات الخلفية الثقافية الكاثوليكية - البروتستانتية والتي يعود مهدها إلى اليونان ثم قويت وانتشرت على يد الرومان، وبعدها اعيدت صياغتها وطورت خلال عصر النهضة والإصلاح البروتستانتي وعصر الأنوار في القرن الخامس عشر، وفي النهاية نشرت عالميًا عقب عصر الاستكشاف والثورة الصناعية على يد الإمبراطوريات الاستعمارية والتي نشرت ثقافة ونمط حياة الأوروبيين خلال فترة القرن السادس عشر والقرن العشرين؛ في حين أنّ تعود جذور إرث الهويّة الثقافية في أوروبا الشرقية إلى تراث وإرث الإمبراطورية البيزنطية وحضارة الكنيسة الأرثوذكسية الشرقية وثقافة الأمم السلافية إلى جانب الإرث العثماني الإسلامي في دول البلقان. وقد وضعت الأساس للثقافة الأوروبية من قبل اليونانيين، وعززت من قبل الرومان، واستقرت وتشكلت من قبل المسيحية، أصلحت خلال عصر النهضة في القرن الخامس عشر، والإصلاح البروتستانتي، وتم تحديثها خلال القرن الثامن عشر من التنوير والعولمة من قبل الإمبراطوريات الأوروبية المتعاقبة بين القرنين السادس عشر والعشرين.
تعتبر اليونان القديمة وروما القديمة مهد الحضارة الغربية؛ حيث أثرت الأولى على الفلسفة والديمقراطية والعلوم والفن وتصميمات المباني والهندسة المعمارية؛ في حين أثرت الأخيرة على القانون، والحرب، ونظام الحكم، والجمهورية، والهندسة والدين. كما تأسست الحضارة الغربية على الكنيسة الرومانية الكاثوليكية والكنائس البروتستانتية المختلفة. قبل الحرب الباردة، حددت وجهة النظر الغربية التقليدية الحضارة الغربية مع الدول الغربية المسيحية ذات التقاليد والثقافة الكاثوليكية والبروتستانتية. وفي العصر الحديث، تأثرت الثقافة الغربية بشكل كبير بنهضة عصر النهضة، وعصر الاكتشاف والتنوير، والثورة الصناعية. من خلال الإمبريالية الواسعة والتنصير من قبل القوى الغربية في القرن الخامس عشر إلى القرن العشرين، تأثر الكثير من بقية مناطق العالم بالثقافة الغربية.
أوروبا، خاصًة في اليونان القديمة وروما القديمة، هي مهد الحضارة الغربية المؤثرة على العالم. وقد لعبت دورًا بارزًا في الشؤون العالمية بدءًا من القرن الخامس عشر، وخاصة عقب بداية الاستعمار. حيث أن بين القرنين السادس عشر والعشرين، سيطرت الدول الأوروبية في أوقات مختلفة على الأمريكتين، ومعظم أفريقيا وأوقيانوسيا، وأجزاء كبيرة من آسيا. ما أدى إلى انتشار الثقافة الأوروبيَّة عالميًّا.
وفقًا للمؤرخ هيلير بيلوك، لقرون عدة شعوب أوروبا اعتمدت على تحديد هويتها الذاتية الجامعة بناء على آثار ما تبقى من الثقافة الرومانية، وعلى مفهوم العالم المسيحي، وذلك لأن العديد من الأوروبيين تحالفت على صعيد تحالفات عسكرية نتيجة لطابع ديني: الحروب الصليبية (1095-1291)، وحروب الإسترداد (711-1492)، ومعركة ليبانتو (1571).

### اليونان القديمة
يشير مصطلح اليونان القديمة إلى الفترة الكلاسيكية من التاريخ اليونانى بدءاً من العصر اليوناني المظلم 1100 قبل الميلاد وغزو دوريان، في 146 قبل الميلاد، والغزو الروماني لليونان بعد معركة كورنث. كثيرًا ما ينظر إلى اليونان القديمة باعتبارها الثقافة الأصيلة التي وضعت الأساس للحضارة الغربية خلال العصر الذي يعرف بالعصر الهلنستي.
لقد كان للثقافة اليونانية تأثير قوي على الإمبراطورية الرومانية، التي حملت نسخة منه إلى أجزاء كثيرة من منطقة البحر الأبيض المتوسط وأوروبا. كما كانت لحضارة الإغريق القديمة تأثيرا هائلا على اللغة والسياسة والنظم التعليمية، والفلسفة، والعلوم، والفنون، فأعطت أصالة لتيار النهضة خلال عصر التنوير في القرن السادس عشر والقرن السابع عشر بأوروبا الغربية، واستعادة النشاط مرة أخرى خلال العديد من النهضات الكلاسيكية الحديثة في القرن الثامن عشر والقرن التاسع عشر بأوروبا والأمريكتين.

### روما القديمة
ابثقت حضارة روما القديمة عن مجتمع زراعي صغير في شبه الجزيرة الإيطالية في منتصف القرن الثامن قبل الميلاد. ظهرت على طول سواحل البحر الأبيض المتوسط وأصبحت واحدة من أكبر إمبراطوريات العالم القديم.
تحولت الحضارة الرومانية عبر تاريخها من الحكم الملكي إلى حكم الأقلية الجمهورية ثم إلى إمبراطورية استبدادية على نحو متزايد. سيطرت روما على جنوب غرب أوروبا وجنوب شرق أوروبا والبلقان وحوض البحر الأبيض المتوسط عن طريق الغزو والضم.
أصيبت الإمبراطورية الرومانية بعدم الاستقرار الداخلي وبهجمات الشعوب المهاجرة، وهكذا انفرط عقد الشطر الغربي من الإمبراطورية بما فيه إيطاليا وهسبانيا والغال وبريطانيا وأفريقيا وتشكلت ممالك مستقلة مكانها في القرن الخامس الميلادي.
أما الإمبراطورية الرومانية الشرقية وعاصمتها القسطنطينية فضمت اليونان وآسيا الصغرى وسوريا ومصر ونجت من تلك الأزمة. على الرغم من خسارتها لسوريا ومصر أمام جيوش الإمبراطورية الإسلامية العربية فقد استمرت الإمبراطورية البيزنطية لألفية أخرى، حتى سقوط القسطنطينية بيد الدولة العثمانية التركية.
غالبًا ما تصنف الحضارة الرومانية من ركائز الحضارة الغربية الرئيسية وضمن «العصور القديمة الكلاسيكية» مع اليونان القديمة التي ألهمت الكثير من ثقافة روما القديمة. ساهمت روما القديمة إلى حد كبير في تطوير الحكومة والقانون والحرب والفن والأدب والهندسة المعمارية والتكنولوجيا والدين واللغة في العالم الغربي ولا يزال تاريخها ذا تأثير كبير على العالم اليوم.

### الديانة المسيحية
كانت المسيحية ركن القاعدة الثقافية الأوروبية وفي مناسبات محددة الركن الوحيد للهوية الأوروبية، خاصةً عندما سعت الكنيسة الرومانية الكاثوليكية لبسط نفوذها الثقافي ومن ثم السياسي على الغرب الأوروبي، فالأممية المسيحية أو مفهوم العالم المسيحي ظل قوة سياسية ودافعًا فكريًا وعقائديًا وسياسيًا أثر مباشرة على المسيرة السياسية الأوروبية، بل إنه أصبح لب فكرة «المفهوم الغربي»، وقام باستبدال المفهوم الجغرافي الأوروبي الضيق أو الروماني المحدود وأصبح يمثل شرعية جديدة بدأت تترسخ داخل الشعوب الأوروبية والوجدان السياسي فيها، وأصبح هذا المفهوم يمثل الشرعية السياسية والدينية على حد سواء. وكانت الثقافة المسيحية هي القوة الغالبة في الحضارة الغربية، وتوجيه مسار الفلسفة، والفن، والعلوم. وترتبط فكرة «أوروبا» و«العالم الغربي» ارتباطًا وثيقًا بمفهوم «العالم المسيحي»، حتى أن الكثير من المؤرخين ينسب الهوية الأوروبية للمسيحية لكونها الرابط الذي أوجد هوية أوروبية موحدة.
ويقول الشاعر والمسرحي والناقد الأدبي والحائز على جائزة نوبل في الأدب توماس ستيرنز إليوت في علاقة المسيحية مع الثقافة الأوروبية:
| ثقافة أوروبية | المسيحية هي التي جعلت أوروبا على ما هي عليه، وهي التي جلبت لأوروبا العناصر الثقافية المشتركة. وفي المسيحية نمت الفنون، وتأصلت قوانين أوروبا. وليس لتفكيرنا عن أوروبا معنى أو دلالة خارج الإطار المسيحي. ويتمم إليوت كلامه في هذا الشأن بقوله: قد لا يؤمن فرد أوروبي بأن الإيمان المسيحي حق، ولكن ما يقوله ويصنعه ويأتيه كله من تراثه في الثقافة المسيحية، ويعتمد في معناه على تلك الثقافة. ما كان يمكن أن تخرِّج فولتير أو نيتشه إلا ثقافة مسيحية، وما يظن أن ثقافة أوروبا تبقى حية إذا اختفى الإيمان المسيحي اختفاءً تاماً، وإذا ذهبت المسيحية فستذهب كل الثقافة الأوروبية، ولو بددنا أو طرحنا تراث أجدادنا من الثقافة المشتركة فلن يغنينا، ولن يقرب بيننا كل ما عند أبرع العقول من تنظيم وتخطيط. | ثقافة أوروبية |

## الهوية الثقافية الأوروبية
يعود نموذج وحدة «الهوية الأوروبية» إلى الإمبراطورية الكارولنجية، التي وحدت «أوروبا» بمعنى العالم المسيحي اللاتيني. وفقًا لبول فاليري هناك ثلاثة مصادر رئيسية لتحديد تراث الهوية الأوروبية وهي: الديمقراطية اليونانية، والقانون الروماني، والتراث اليهودي المسيحي.
الثقافة الأوروبية متجذرة بشكل كبير وغالبًا ما يشار إليها باسم لها «التراث الثقافي المشترك». ونظرًا لوجود عدد كبير من وجهات النظر التي يمكن اتخاذها في هذا الموضوع، فإنه من المستحيل تشكيل مفهوم موحد حول هوية الثقافة الأوروبية. ومع ذلك، هناك عناصر الأساسية التي يتفق عمومًا على أنها تشكل الأساس الثقافي لأوروبا الحديثة، من بينها قائمة من هذه العناصر الأساسيّة التي شكلّت مفهوم الثقافة الأوروبية والتي قدمها الباحث ك.بوكمان والتي تشمل ما يلي:
- التراث الثقافي والروحي المشترك المستمدة من العصور القديمة اليونانية والرومانية والديانة المسيحية وعصر النهضة وحركو الإنسانية التي رافقتها، والفكر السياسي في عصر التنوير، والثورة الفرنسية، وتطورات الحداثة، بما في ذلك جميع أنواع الاشتراكية.[36]
- الثقافة المادية الغنية والديناميكية التي وجهت إلى القارات الأخرى نتيجة التصنيع والاستعمار خلال «المعجزة الأوروبية».[36]
- تصور معين للفرد الذي يعبر عنه من خلال احترام الوجود، والشرعية التي تضمن حقوق الإنسان وحرية الفرد.[36]

واعتبر عدد من البحاثة أن هذه النقاط تناسب مع «الإنجازات الأكثر إيجابية في أوروبا». ويرتبط مفهوم الثقافة الأوروبية عمومًا إلى التعريف الكلاسيكي للعالم الغربي. في هذا التعريف، حدود الثقافة الغربية هي مجموعة من المبادئ الأدبية والعلمية والسياسية والفنية والفلسفية التي تميزها عن غيرها من الحضارات. تم جمع الكثير من هذه المعارف والمجموعة من التقاليد والمعرفة في القانون الغربي. ولا تقتصر حدود الثفافة الأوروبية على القارة بل وصلت بفعل الهجرة الأوروبية خلال القرنين الثامن عشر والتاسع عشر، إلى الأمريكتين وأستراليا.

## الفنون

### العمارة
تفتخر أوروبا بفترة طويلة من الطرز المعمارية المختلفة، من النمط الكلاسيكي الروماني واليونانية والبيزنطية والقوطية والأندلسية ونمط عصر النهضة والباروك وروكوكو والعثمانية والكلاسيكي الحديث والفن الحديث والمعاصر ظهرت مختلف أشكال الحداثة منذ عام 1930، وقد كان معظمها في كثير من الأحيان مثير للجدل. تمتلك أوروبا العديد من الآثار المعمارية مثل أكروبوليس أثينا وبارثينون والبانثيون والكولوسيوم وبرج بيزا المائل وقصر فيرساي وقصر بينا الوطني وقصر الحمراء وقصر نويشفانشتاين وكاتدرائية كانتربري وكاتدرائية فلورنسا وكاتدرائية نوتردام دو باري ونافورة تريفي وقصر شونبرون وبرج إيفيل. كما أن إيطاليا موطن العديدين من مشاهير المهندسين المعماريين ومنهم من غير مجرى تاريخ العمارة مثل أندريا بالاديو (الذي أسس البالاديونية) وفيليبو برونليسكي وبرنيني ورينزو بيانو.
كما أثرت العمارة الأوروبية على نطاق واسع في الهندسة المعمارية العالمية. فنرى تأثير العمارة الأوروبية بشكل واضح في أمريكا اللاتينية وأمريكا الشمالية وبدرجة أقل في باقي مناطق العالم.

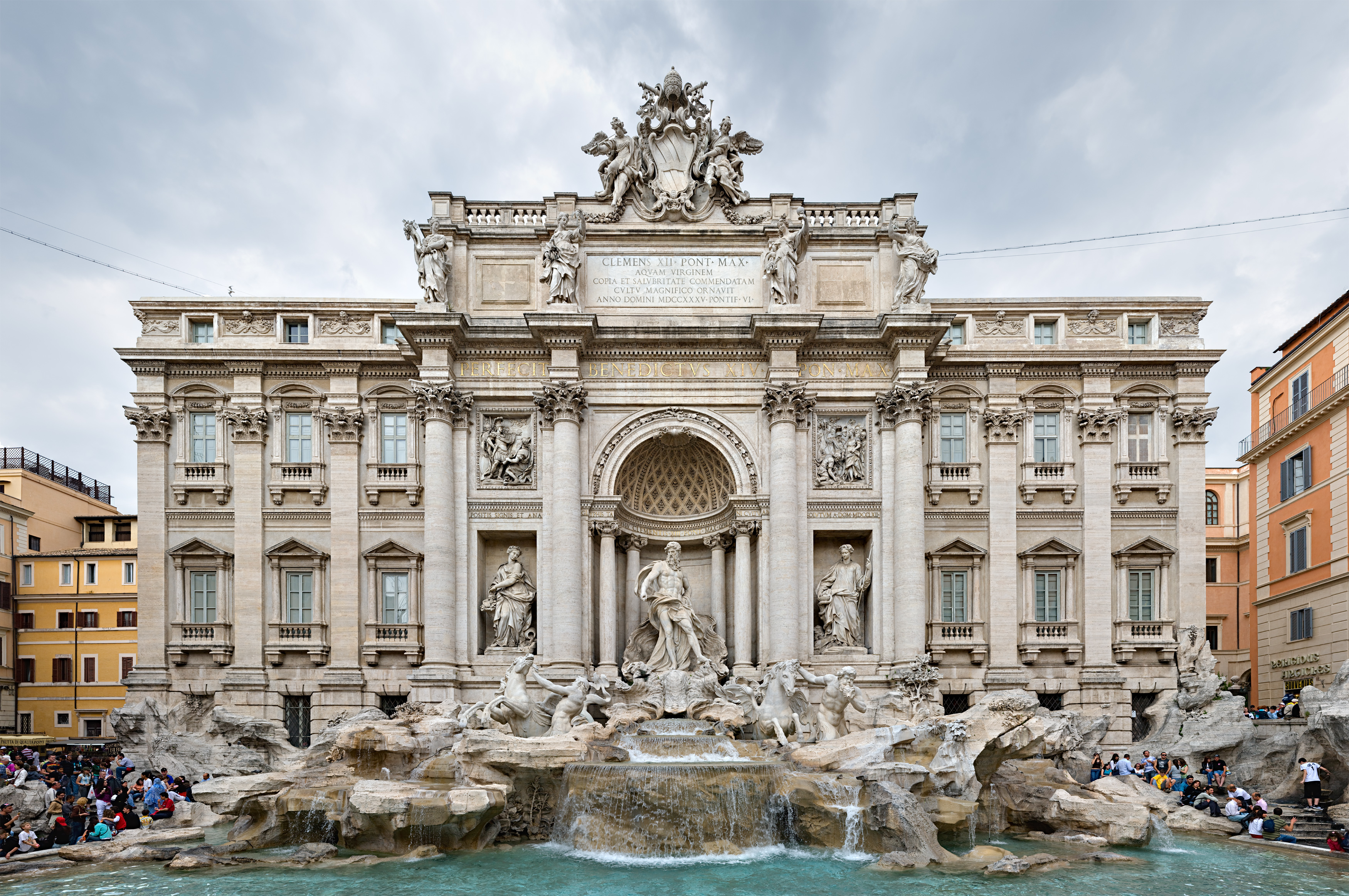
نافورة تريفي
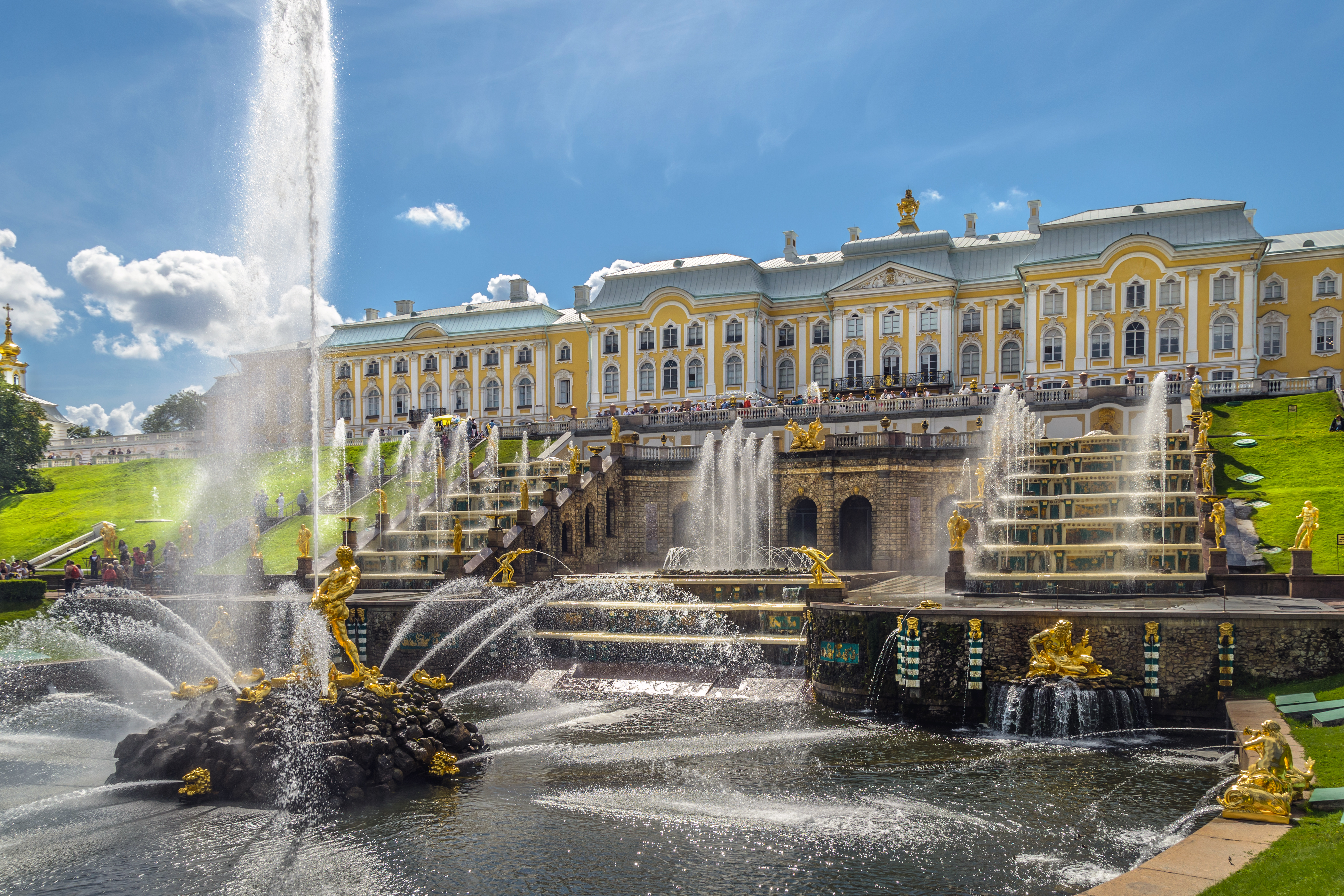
قصر بيترهوف
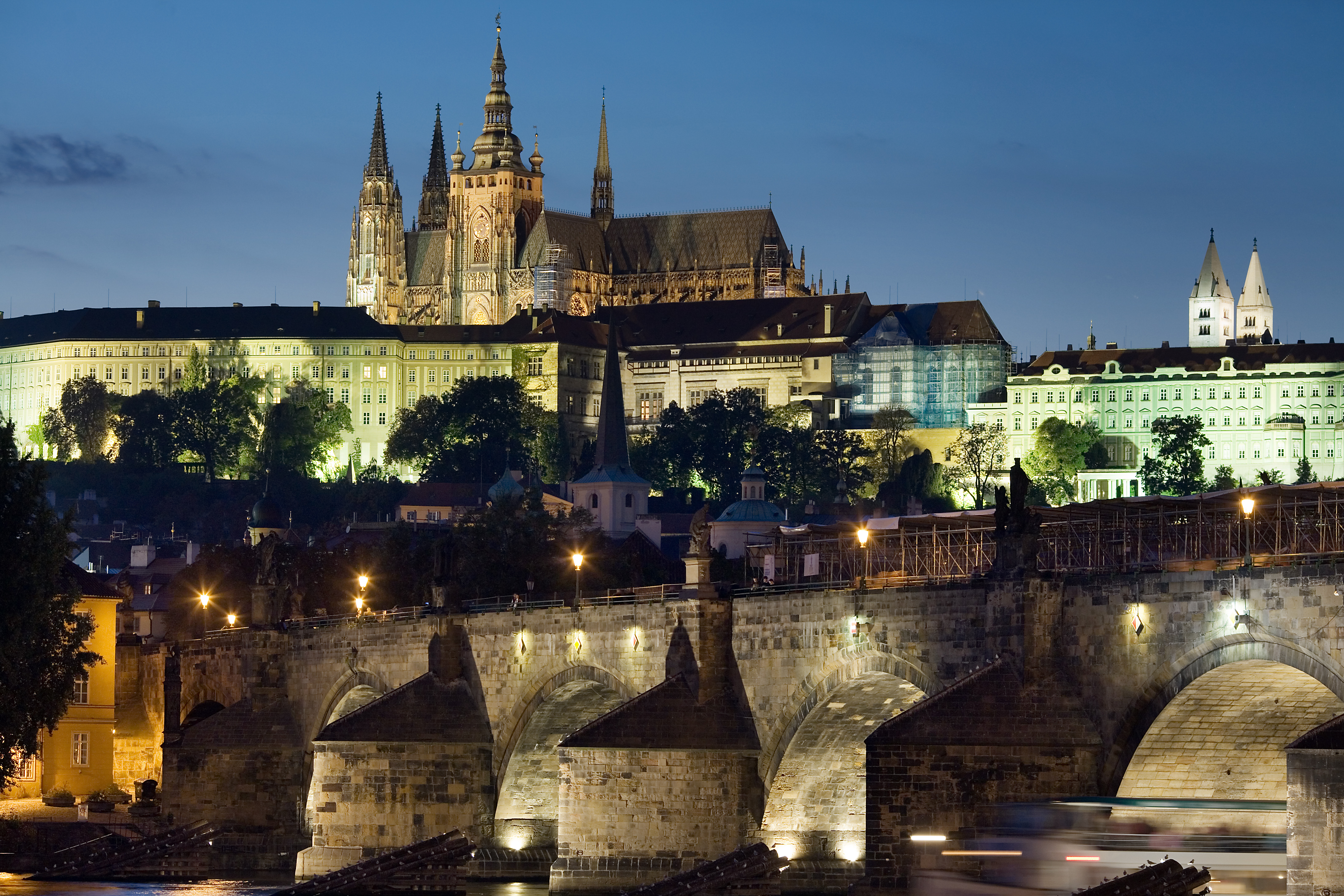
قلعة براغ
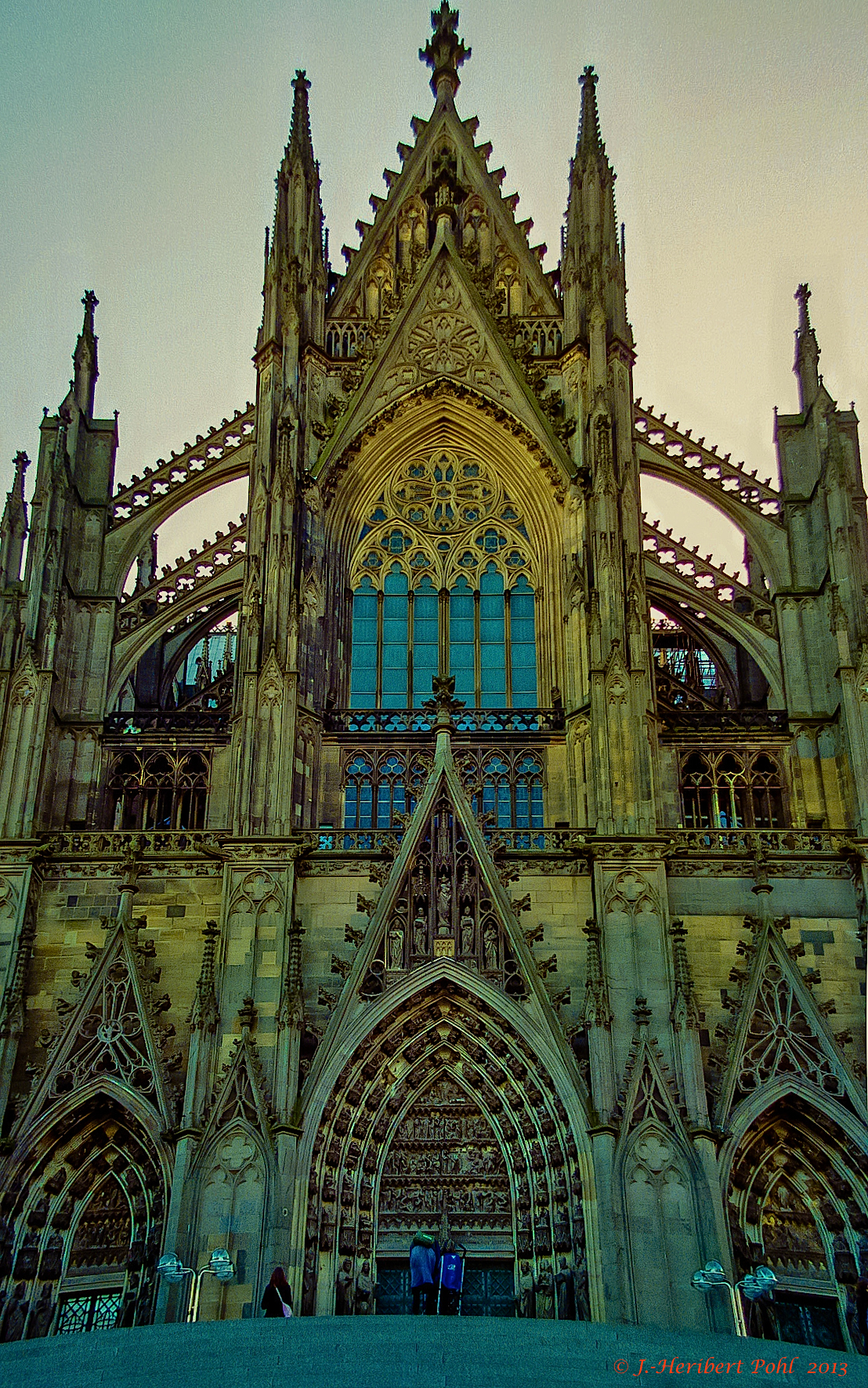
كاتدرائية كولونيا
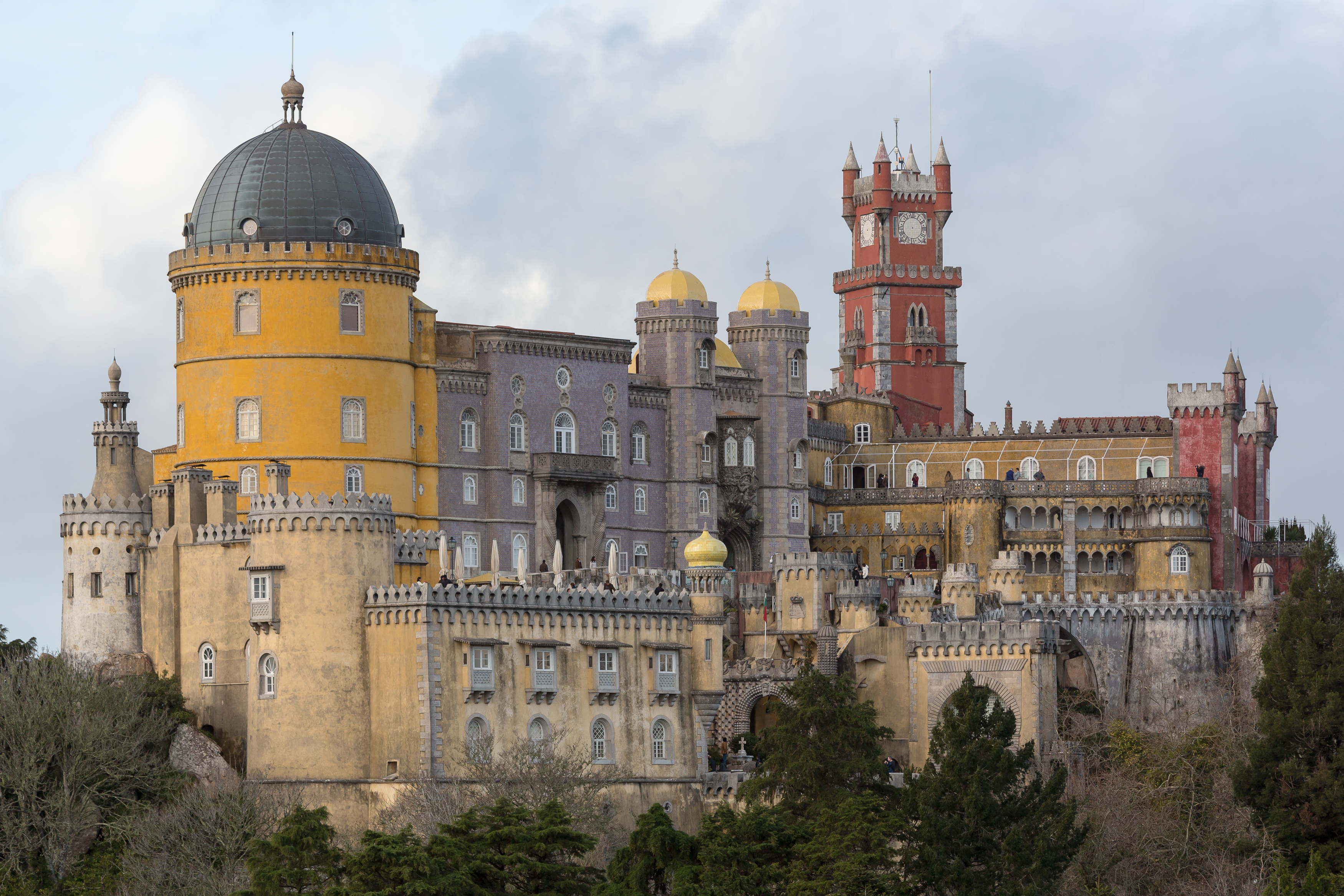
قصر بينا الوطني
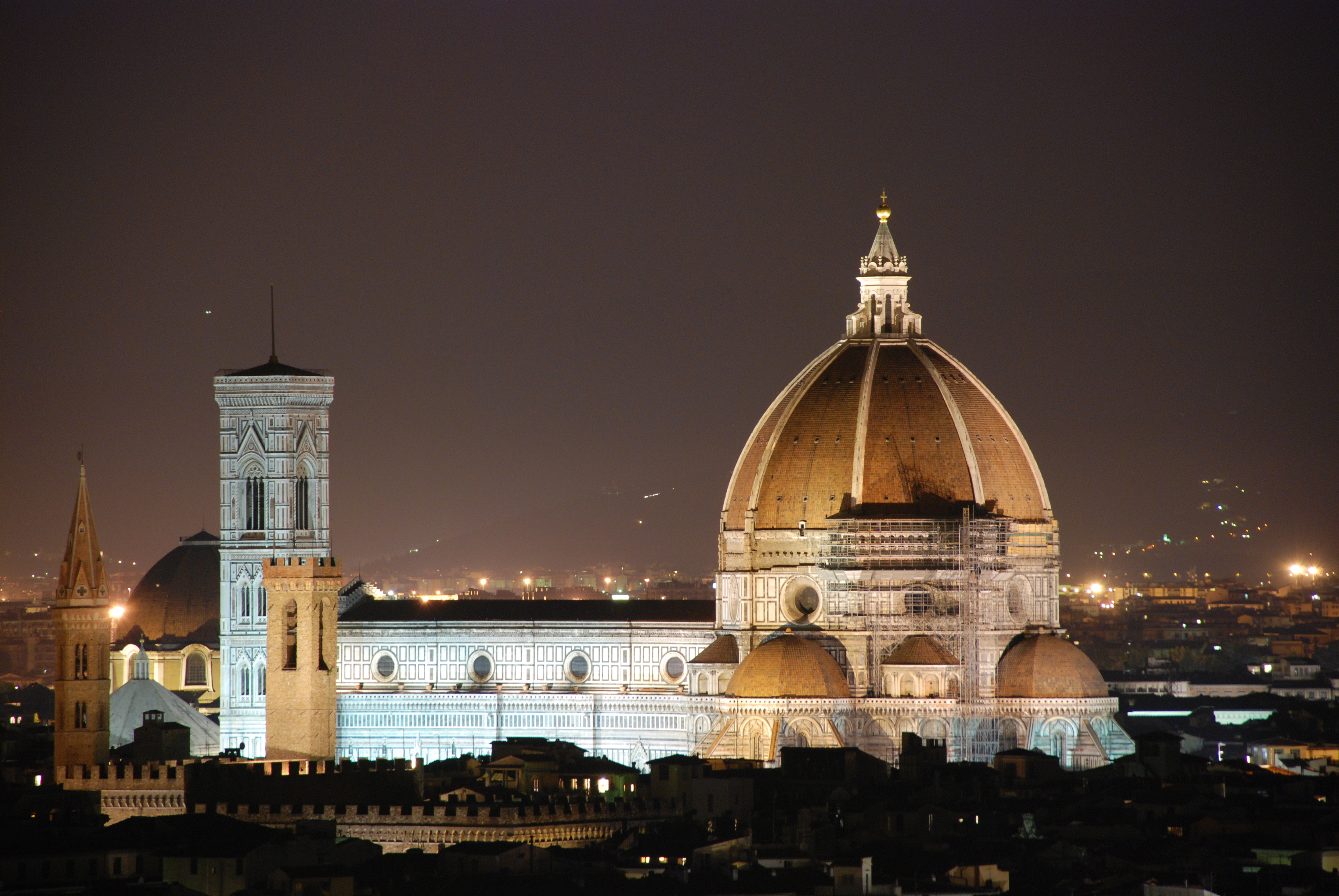
كاتدرائية فلورنسا
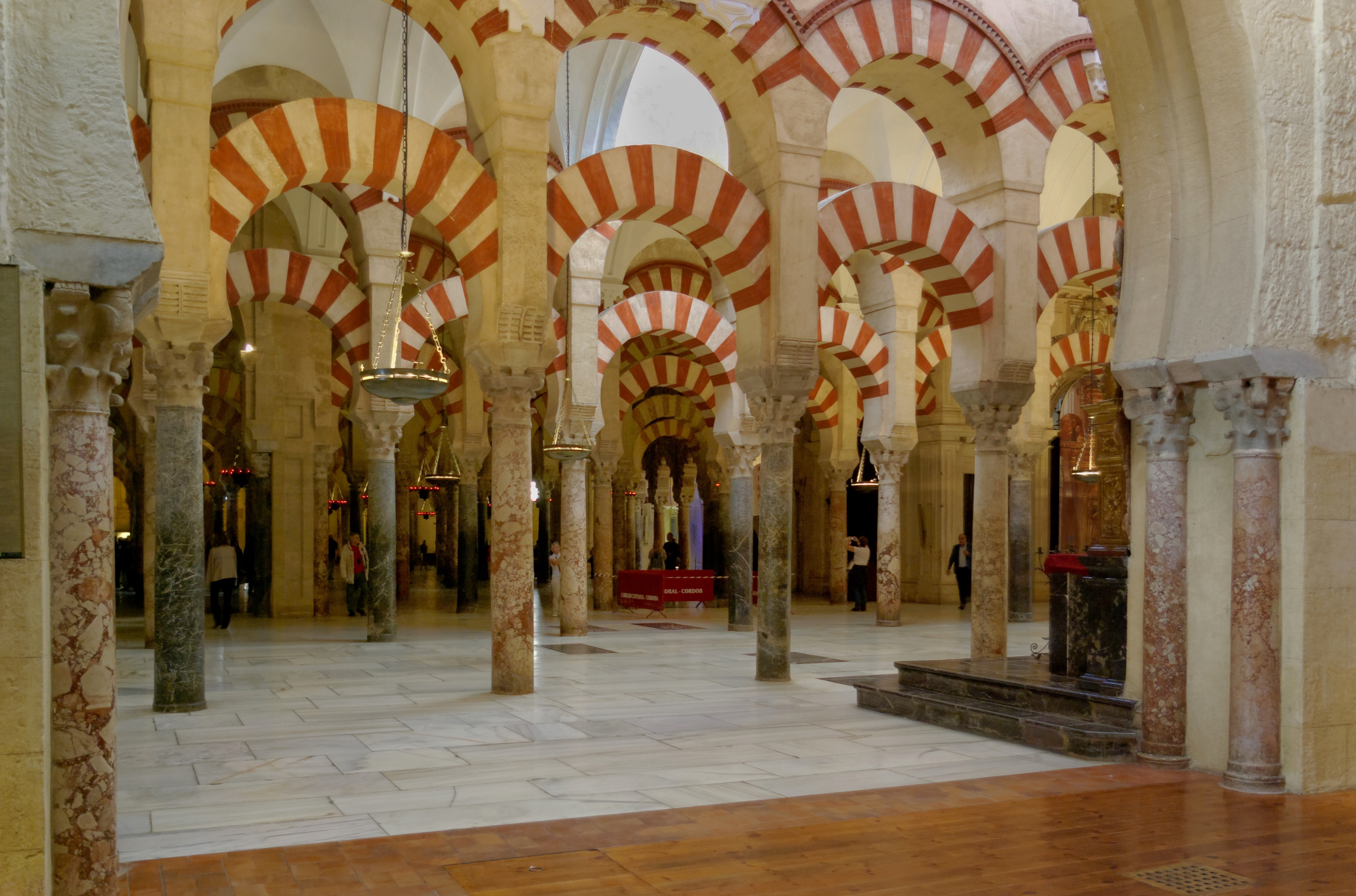
كاتدرائية - جامع قرطبة
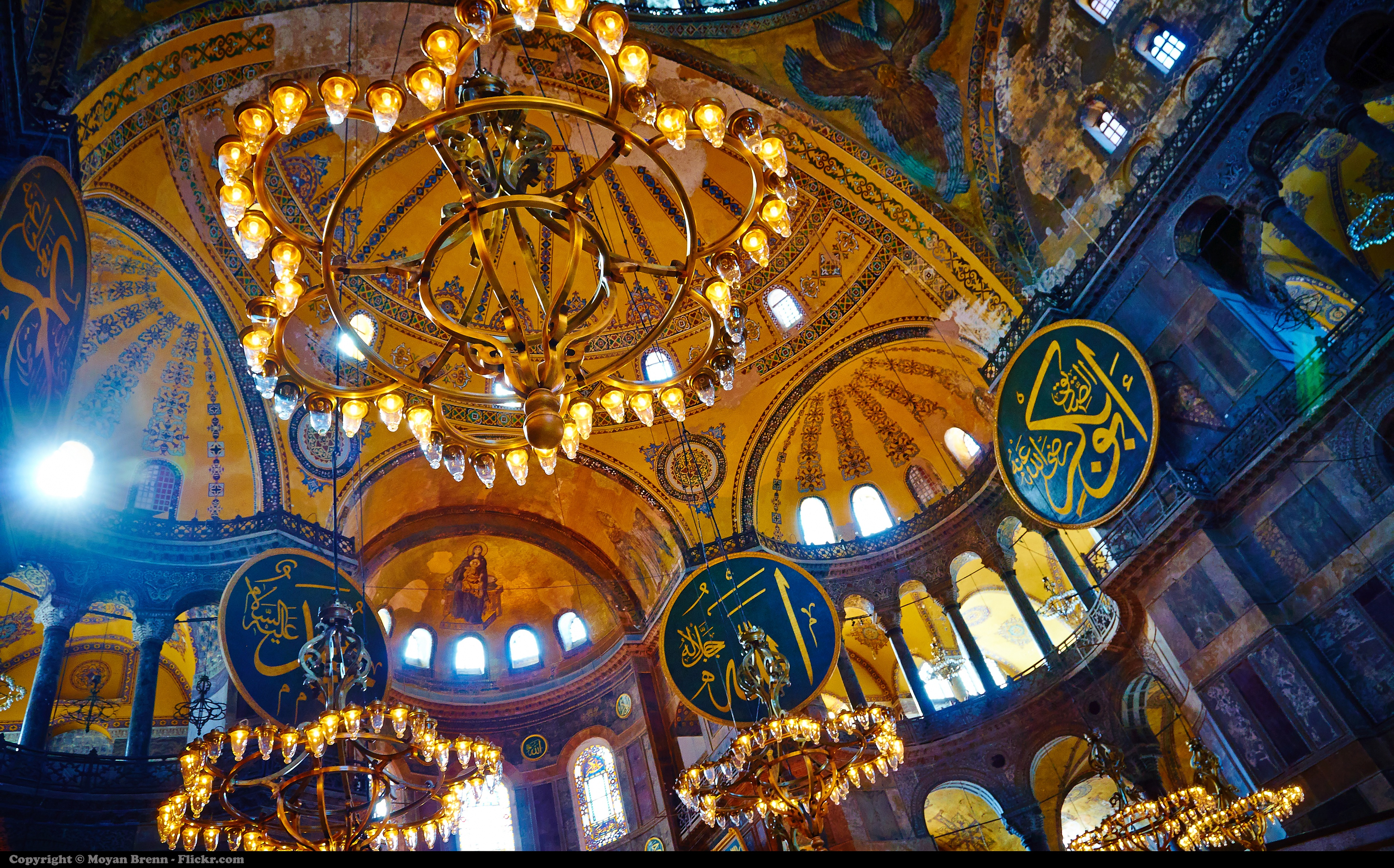
آيا صوفيا
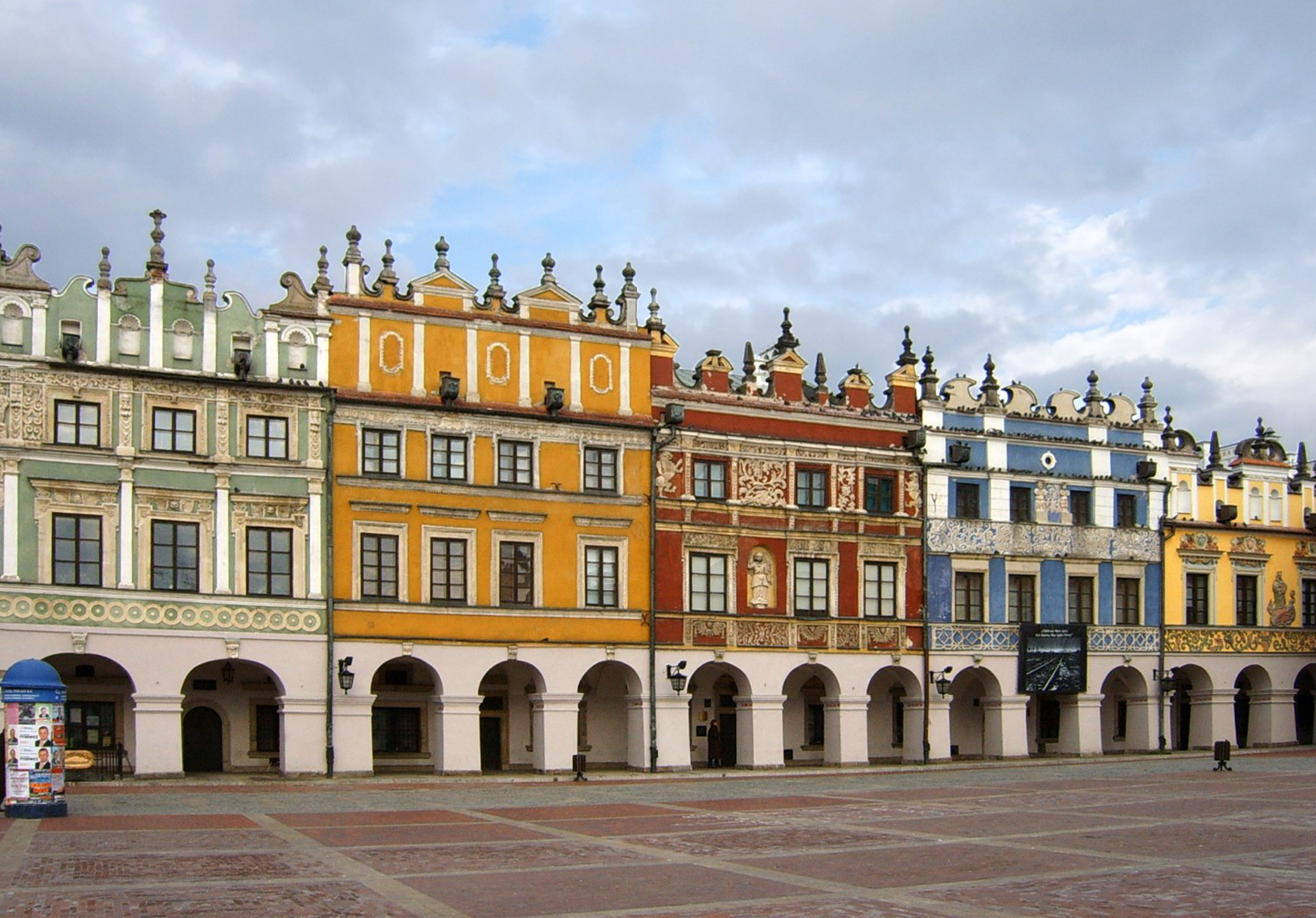
عمارة بولنديّة
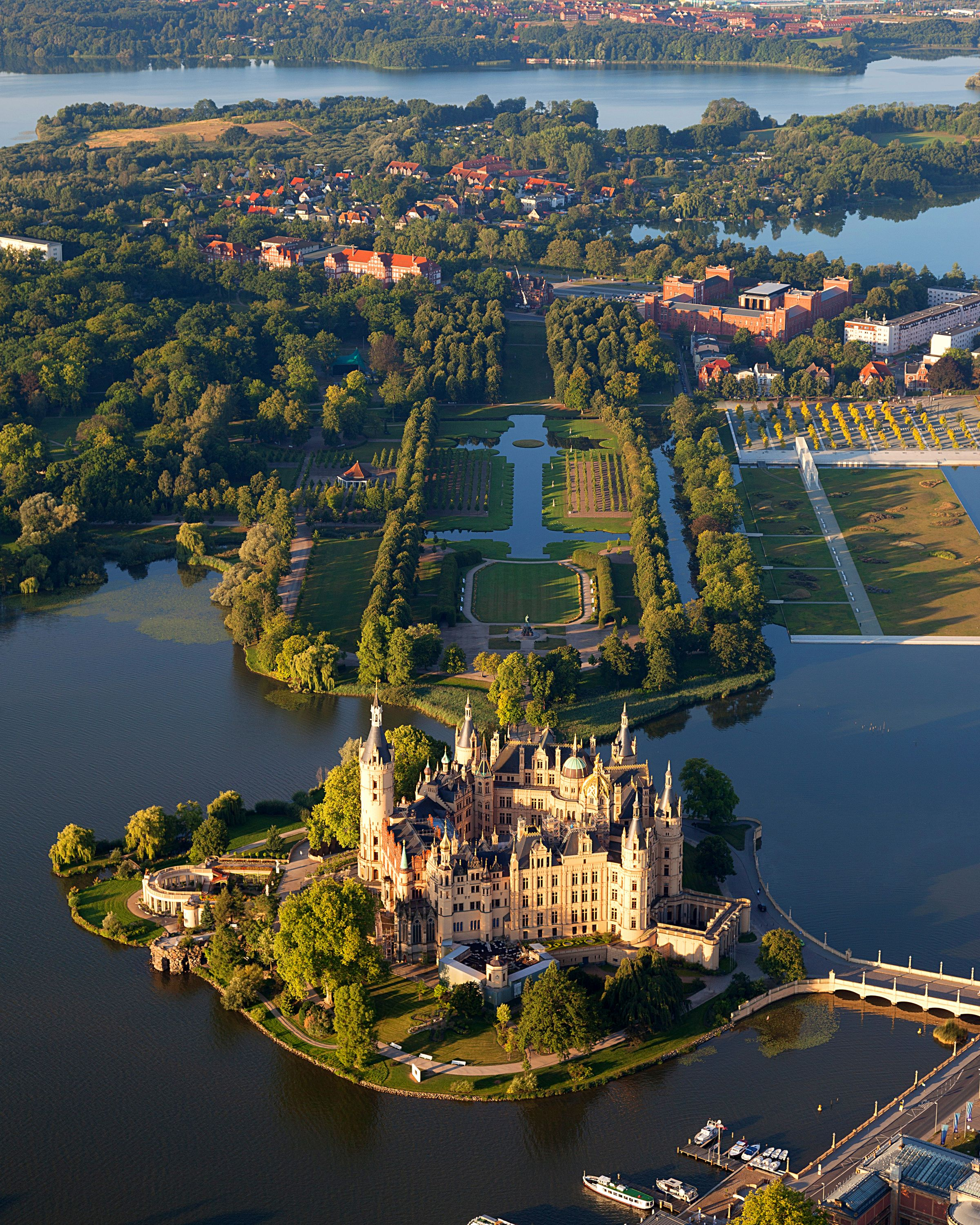
قلعة شفيرين

### الفن المرئي

الموناليزا بريشة ليوناردو دا فنشي.

للفنون الأوروبية تأثير واسع الانتشار في معظم أرجاء العالم أكثر من تأثير أي فن من فنون القارات الأخرى. لقد بدأ هذا التأثير بعد العصور الوسطى، إذ أصبحت دول أوروبا الغربية في مقدمة الدول العالمية ذات النفوذ. وكان للفن الأوروبي أثر كبير على بعض البلدان، ككندا والولايات المتحدة اللتين أقامهما المهاجرون من الأوروبيين، كما وصل الفن الأوروبي إلى أجزاء من أفريقيا وآسيا، التي أصبحت ضمن المستعمرات الأوروبية. إلا أن هذا التأثير بدأ في التناقص حينما بدأ نفوذ أوروبا يتلاشى خلال القرن العشرين.
مر الفن الأوروبي عبر القرون بالعديد من التغييرات الأسلوبية. تميزت اللوحات الإيطالية تقليدياً بدفء اللون والضوء كما هو الحال مثلاً في أعمال كارافاجيو وتيتيان، وانشغال في الشخصيات والرموز الدينية. أشرقت اللوحات الأوروبية في أوروبا منذ مئات السنين، من الفترات الرومانية والقوطية وخلال عصري النهضة والباروك. من بين أشهر الفنانين في هذه الفترة: ميكيلانجيلو وليوناردو دا فنشي ودوناتيلو وساندرو بوتيتشيلي وفرا أنجيليكو وتينتوريتو وكارافاجيو وجان لورينزو برنيني وتيتيان ورفائيل. فضلًا عن إل غريكو ودييغو فيلاثكيث وفرانثيسكو باتشيكو ديل ريو وفرانثيسكو لامير إي بيرينغير وفرانثيسكو غويا. عدد آخر من الرسّامين الأوروبيين ذووي الشأن يوهانس فيرمير ورامبرانت وهوجو فان در وآلبرخت دورر وغوستاف دوريه.تبع المرحلة المستقبلية لوحات لفينسنت فان غوخ وسلفادور دالي الذي مارس نفوذاً قوياً على الفن الحديث والسريالية وأجيال من الفنانين اللاحقين. أمّا أنطوني غاودي فقد كان لأسلوبه المعماري تميز وفريد من نوعه، وقد تركزت معظم أعماله في برشلونة.

## الأدب

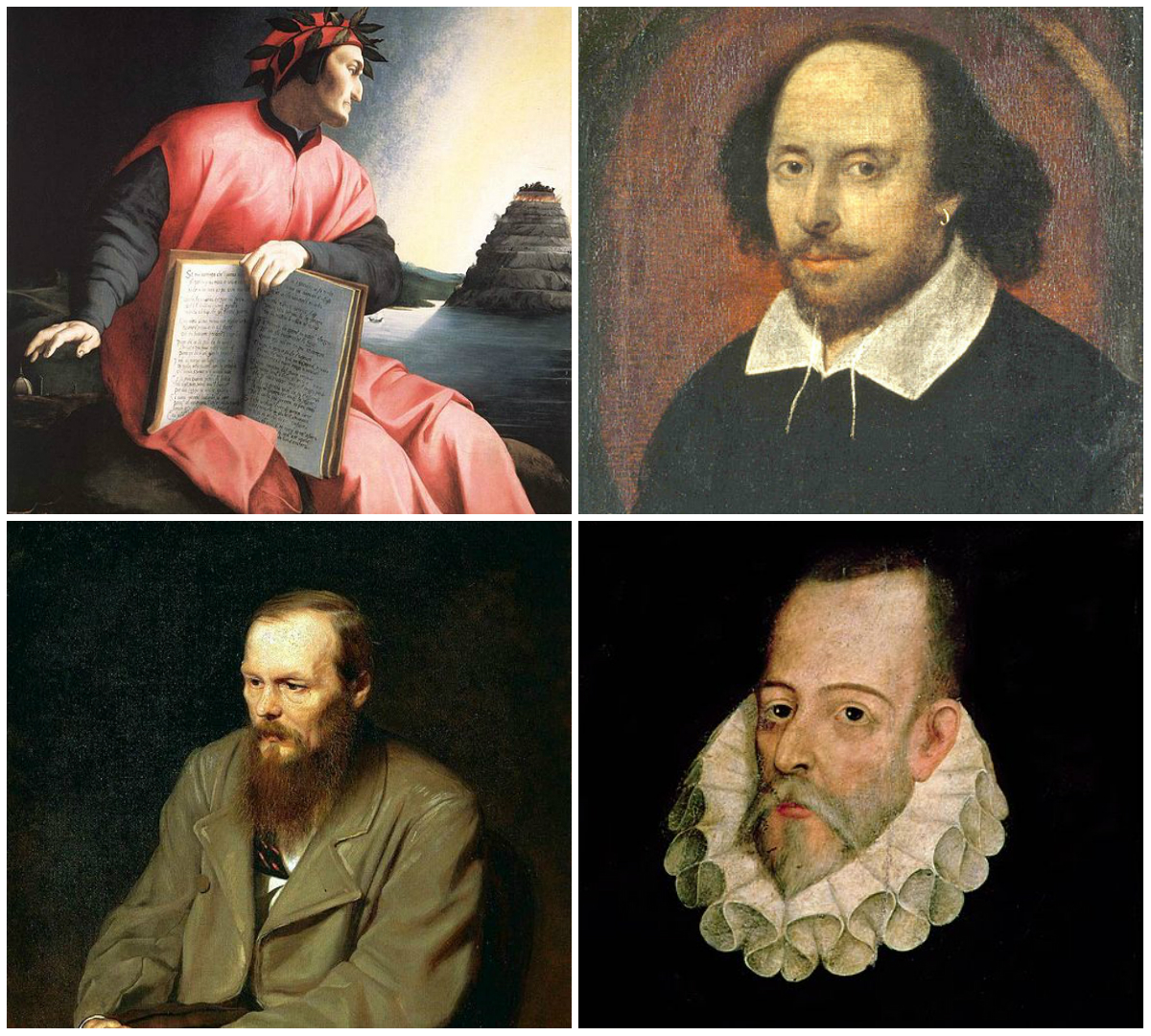
من أعلام الأدباء الأوروبيين. مع عقارب الساعة من الأعلى واليسار: دانتي أليغييري وويليام شكسبير وفيودور دوستويفسكي وميغيل دي ثيربانتس.

يعد الأدب الأوروبي جزءًا من الأدب العالمي. ويشتمل الأدب الأوروبي على العديد من الآداب المكتوبة باللغات عديدة، والتي ذات تنوع ثقافي واجتماعي مختلفة؛ بين أهم الأعمال التي كتبت في الآداب الأوروبية الحديثة هي تلك الموجودة في اللغة الإنجليزية، الإسبانية، الفرنسية، الهولندية، البولندية، البرتغالية، الألمانية، الإيطالية، اليونانية الحديثة، والتشيكية والروسية والدول الإسكندنافية والأيرلندية. كانت التقاليد الكلاسيكية الثقافية المهمة والتي كانت شائعة في فترة العصور الوسطى هي اللاتينية، اليونانية القديمة، البلغارية القديمة، الإسكندنافية القديمة، والفرنسية ولهجة أهل توسكان الإيطالية في زمن عصر النهضة. وباللغة العامية، يعرف الأدب الأوروبي أنه غالبًا ما يكون مرادفًا للأدب الغربي.
ظهر أولى ملامح الأدب الأوروبي من خلال الأدب اليوناني القديم باللغة اليونانية القديمة من أقرب النصوص تقريبًا والذي استمر حتى صعود الإمبراطورية البيزنطية. أشهر ما وصل منه كانت ملحمتي الإلياذة والأوديسة لهوميروس. حيث احتلت المسرحية الشعرية بجانبيها التراجيدي والكوميدي المقام الأرفع في الأدب الإغريقي. وتركت المسرحية الإغريقية بصماتها على تراث العالم المسرحي كله. أما في النثر الفني، فقد وضعوا القصص على ألسنة الحيوان. وبدأ انتشار الأدب اللاتيني في القرن الثالث قبل الميلاد تقريبًا، واستغرق الأمر فترة قرنين من الزمن ليصبح هو الأدب السائد في روما القديمة، مع وجود العديد من الرومان المتعلمين، حيث كانت القراءة والكتابة لا تزالان باللغة اليونانية القديمة. وفي وقت متأخر وضع ماركوس أوريليوس للأدب اللاتيني طرقًا مختلفة عديدة ليصبح أدبًا مستقلًا ولكنه ظل امتدادًا للأدب اليوناني.
مع ظهور المسيحية واعتماد المسيحية الدين الرسمي في الممالك الأوروبية ترك الأدب المسيحي من خلال نصوص الكتاب المقدس ومواعظ يسوع مثل الموعظة على الجبل وأمثاله أثرًا هامًا في الأدب الغربي وقد تُرجم الكتاب المقدس إلى كافة اللغات، ومنها ترجمة جيمس الأول ملك إنجلترا في اللغة الإنكليزية والذي يعتبر واحدًا من النصوص الأكثر إثارة للإعجاب في الأدب الإنكليزي، كذلك الأمر بالنسبة لنصوص العهد القديم والمزامير ومجموعة الكتب الشعرية التي لها أيضًا تأثير عميق في الفكر والأدب الغربي.

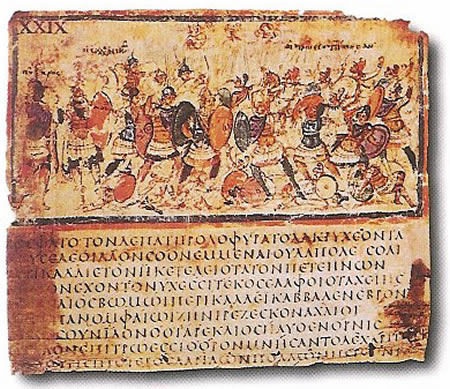
الإلياذة وهي واحدة من أهم الأعمال الأدبية التي تعود إلى الأدب اليوناني القديم.

تتنوع الأنواع والأشكال الأدبية الأوروبيّة. مثلًا بدأ ظهور الأدب البرتغالي بالشعر الغنائي في الأغاني التي جمعت فيما بعد، ونشرت بعنوان: كتب الأغاني، والتي تم تأليفها في عهد الملك ألفونسو الثالث، في حين يعد ميجيل دي ثيربانتس أشهر روائي عرفته إسبانيا، فيما تعد روايته دون كيخوتي العمل الأكثر رمزية في الأدب الإسباني. ونشأت قاعدة اللغة الإيطالية الحديثة مع أعمال الشاعر الفلورنسي دانتي أليغييري والذي اشتهر عبر أعمال مثل الكوميديا الإلهية والتي تعتبر أحد أهم الإنتاجات الأدبية في أوروبا خلال العصور الوسطى. وفي ظل حكم آل بوربون، استقرت الأمور، وأصبحت باريس مركزًا ثقافيًا ممتازًا. ثم جاء القرن السابع عشر، حيث العصر الذهبي للأدب الفرنسي، وفيه بلغ الأدب المسرحي ذروته، بفضل كورني، وراسين، وموليير وارتقى الشعر الغنائي والهجاء بفضل جان دي لافونتين، وبوالو. وبلغ النشر الفني الكمال في مؤلفات باسكال، ومدام دي سيفيني وبوسويه ومدام دي لافاييت، ولاروش فوكو، وجان دي لا برويير.
شكل الأدب الروسي في تاريخ الأدب العالمي مرحلة مؤثرة بالكتابة وتنويعات الجمال ووسائل التعبير الكتابية. في القرن الثامن عشر، خلال عصر التنوير الروسي، تعزز تطور الأدب الروسي من خلال أعمال ميخائيل لومونوسوف ودينيس فونفيزن، وفي أوائل القرن التاسع عشر، ظهر بعضا من أعظم الكتاب على الأطلاق. بدأت تلك الفترة والمعروفة أيضا باسم العصر الذهبي للشعر الروسي مع الكسندر بوشكين، الذي يعتبر مؤسس اللغة الأدبية الروسية الحديثة، وكثيرًا ما كان يوصف بشكسبير الروسي.

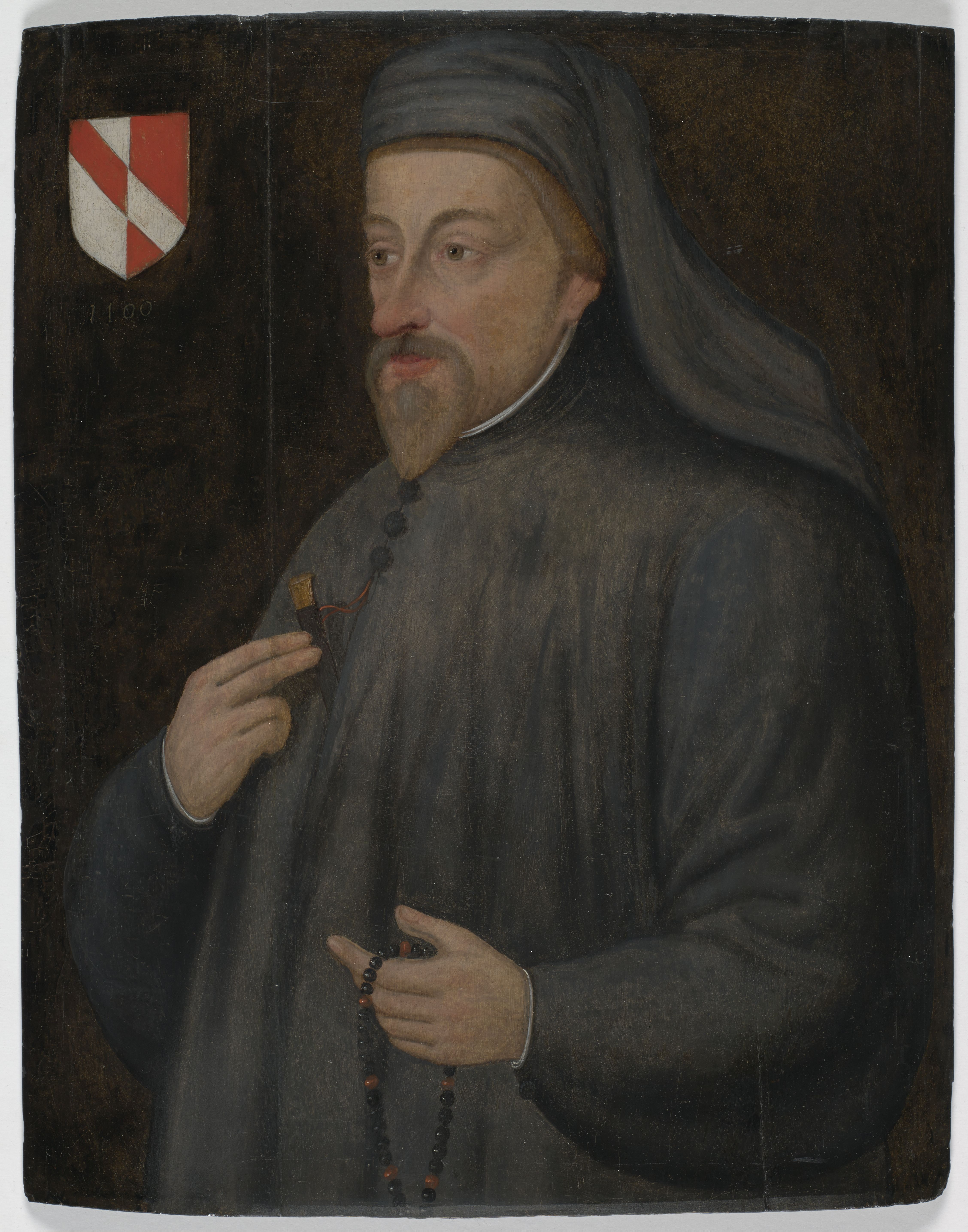
جيفري تشوسر كاتب وشاعر وفيلسوف، قام بكتابة كتاب مشهور وهو حكايات كانتربري.

وضع الكّتاب الإنجليزيين مؤلفاتهم باللغة اللاتينية في بداية الأمر، ومن هؤلاء بي دي وألكون. في حين أن عصر الأدب الإنجليزي القديم لم يظهر منه إلا بضعة أعمال أبرزها قصيدة ملحمة بيوولف، والنثر العلماني حامل عنوان وقائع الأنجلوسكسونية، بالإضافة إلى بعض الكتابات المسيحية مثل «جوديث». في أعقاب الغزو النورماندي استمر تداول اللاتينية بين الفئات المتعلمة، فضلاً عن أدب الأنجلو نورمان. ظهر الأدب الإنجليزي الأوسط مع جيفري تشوسر مؤلف كتاب حكايات كانتربري، جنباً إلى جنب مع الشاعر بيرل ولانجلاند. وكان الفرنسيسكان، ويليام الأكهامي وروجر بيكون من الفلاسفة الرئيسيين في القرون الوسطى، وظهرت أيضًا بضعة أعمال صوفية منها كتاب جوليان النورويشوية «من وحي الحب الإلهي» الذي يعتبر من الكتابات الصوفية المسيحية البارزة. بدأت النهضة الإنجليزية الأدبية في الأدب الإنجليزي الحديث الأول مع وليام شكسبير، الذي تشمل أعماله هاملت وروميو وجولييت، وماكبث، وحلم ليلة منتصف الصيف، وهو لا يزال واحداً من أكثر الكتاب البارزين في الأدب الإنجليزي،
ويتميز الأدب الألماني ببعده عن المركزية ويحرص الأدباء والشعراء على تأكيد فرديتهم ونفورهم من القواعد الأكاديمية المفروضة، وسعيهم إلى تصوير علاقة الإنسان بخالقه وبالطبيعة التي تحيط به، وبظمئهم إلى المعرفة كما تجسد في قصة فاوست التي قرأها الناس كتابًا شعبيًا في عام 1587، ثم صاغ منها جوته درته المسرحية فاوست، وتناولها توماس مان في رواية دكتور فاوستوس.
تطول قائمة الأدباء الأوروبيين البارزين ولكن منهم: دانتي أليغييري وميغيل دي ثيربانتس ووليام شكسبير وتشارلز ديكنز وفيودور دوستويفسكي وأنطون تشيخوف والأخوين غريم وهانس كريستيان أندرسن وجوناثان سويفت وجيوفاني بوكاتشيو وآرثر كونان دويل وأغاثا كريستي ولويس كارول وج. ر. ر. تولكين وسي. إس. لويس وليو تولستوي الذي اشتهر من خلال الحرب والسلم.
تضم قائمة منظرّي الفلسفة الغربية أسماء عديدة أبرزها أوغسطينوس، وتوما الأكويني، وفرانسيس بيكون، وبليز باسكال، وهوغو غروتيوس، وغيورغ فيلهلم فريدريش هيغل، وجان جاك روسو، وجان كالفن، وسورين كيركغور، وكارل بارث، وليو تولستوي، وألبرت شوايتزر وإسحاق نيوتن. أما أعلام الأدب الحاليون والحائزون على جائزة نوبل فمنهم: ت. س. إليوت في عام 1948 والكاتب والشاعر روديارد كبلينغ في عام 1907 والأديب والروائي ألكسندر سولجنيتسين في عام 1970 والكاتب فرنسوا مورياك في عام 1952 والأديبة سيغريد أوندست في عام 1928 والأديب والفيلسوف رودلف أوكن في عام 1908.

## الموسيقى

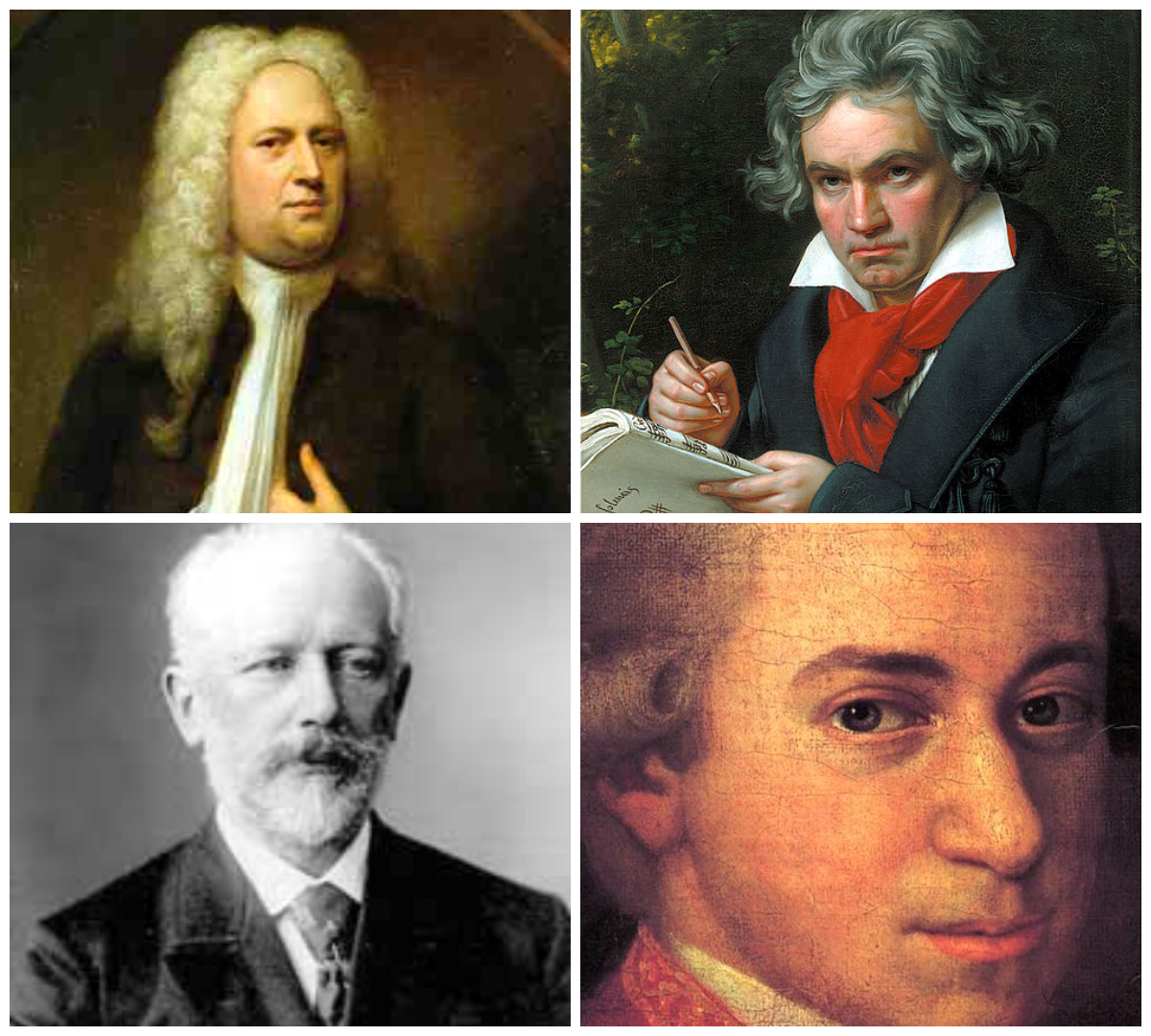
موسيقيون أوروبيين مشاهير، باتجاه عقارب الساعة من الأعلى واليسار: جورج فريدريك هاندل ولودفيج فان بيتهوفن وفولفغانغ أماديوس موتسارت وبيتر إليتش تشايكوفسكي.

لعبت الموسيقى أبداً دوراً هاماً في الثقافة الأوروبية سواء كانت موسيقى شعبية أو كلاسيكية. ابتكرت بعض الأدوات المرتبطة بالموسيقى الكلاسيكية بما في ذلك البيانو والكمان في أوروبا كما يمكن العودة في أصول الأنماط الموسيقية الكلاسيكية السائدة مثل سيمفونية وكونشرتو وسوناتا إلى ابتكارات القرنين السادس عشر والسابع عشر في أوروبا.
من أشهر الملحنين الأوروبيين الروس: بيتر إليتش تشايكوفسكي وغوستاف مالر ودميتري شوستاكوفيتش وسيرغي بروكوفييف وأليكساندر سكريابين وسيرجي رخمانينوف وموديست موسورسكي وألكسندر بورودين ونيكولاي ريمسكي كورساكوف؛ ومن الملحنين الألمان: يوهان سباستيان باخ ولودفيج فان بيتهوفن ويوهانس برامس وروبرت شومان وريتشارد فاغنر وريتشارد شتراوس؛ ومن الملحنين النمساويين: فرانز شوبرت وجوزيف هايدن وفولفغانغ أماديوس موتسارت وأنطون بروكنر وغوستاف مالر؛ ومن الملحنين الفرنسيين: هيكتور بيرليوز وغيوم دو ماشو وفرانسوا كوبران وجون باتيست لولي وجون فيليب رامو وكلود ديبوسي؛ ومن الملحنين الطليان: ألساندرو سكارلاتي وأركانجلو كوريلي وأنطونيو فيفالدي وجاكومو بوتشيني وكلاوديو مونتيفيردي؛ ومن الملحنين الإسبان خواكين رودريغو وإسحق ألبينيز؛ ومن الملحنين التشيكيين: بدرجيخ سميتنا وليوش ياناتشيك وأنتونين دفورجاك وبوهسلاف مارتينو؛ ومن الملحنين المجريين: بيلا بارتوك وفرانز ليست؛ ومن الملحنين الرومانيين: جورج اينيسكو؛ ومن الملحنين النرويجيين إيدفارد جريج وغيرهم.

أعضاء فرق البيتلز البريطانية تٌعتبر الفرقة أنجح فرقة موسيقية في التاريخ بحسب النقاد.

تطورّت أنماط موسيقية أوروبية حديثة في العصور الحديثة وتبنّت عدد من الفرق الموسيقية أنماط موسيقية من الولايات المتحدة مثل موسيقى البلوز والجاز، والبوب، والراب، والهيب هوب. وكانت المملكة المتحدة الأكثر نجاحًا في إعادة تصدير هذا النوع من الموسيقى وخلق العديد من الأنواع الموسيقية الخاصة تمثل في قترة غزو الفرق الموسيقية البريطانية في سنوات 1960. من بين هذه الفرق كانت البيتلز وبارز وميلودي والرولينج ستونز وسبايس جيرلز وذا كلاش وون دايركشن، كما وبرز عدد من المغنين البريطانيين أمثال جورج مايكل وكليف ريتشارد وكريس دو بيرغ وأديل وآمي واينهاوس. اشتهرت السويد أيضاً بالعدد الكبير من فرق موسيقى هيفي ميتال (معظمها ديث ميتال وميلوديك ديث ميتال)، وكذلك فرق البروغريسيف والباور ميتال. اشتهرت السويد أيضاً بالعدد الكبير من فرق موسيقى هيفي ميتال (معظمها ديث ميتال وميلوديك ديث ميتال)، وكذلك فرق البروغريسيف والباور ميتال والموسيقى الألكترونية. بعض الأمثلة على ذلك فرق إن فليمز ز أمون أمارث وهامرفول وبين أوف سالفيشن ودارك ترانكويليتي وأوبث وأرك إينيمي وميشوغا وسويدش هاوس مافيا وآبا. كما أن عازف الإيتار الكلاسيكي الحديث يانجوي مالمستين هو من السويد. ومن الفرق الإيرلندية العالمية ذا سكرايبت ومن المغنين الإسبان المشاهير عالميًا إنريكيه إغليسياس وخوليو إجلسياس وكامارون ديلا إيسلا أشهر مغني موسيقى الفلامنكو الأندلسية، كما اجتاحت الموسيقى الرومانية والبلقانيّة واليونانيّة العديد من الملاهي الليليّة والحفلات العالمية موسيقى مغنين أمثال ألكسندرا ستان وإينا وإيلينا يونيسكو.
بعض من أهم المناسبات والمسابقات الموسيقية الأوروبيّة في القارة هي مسابقة يوروفيجن للأغاني وهي مسابقة غنائية ينظمها الاتحاد الإذاعي الأوروبي منذ عام 1956. وتعد المسابقة أكبر حدث غير رياضي من حيث عدد المشاهدين، فيقدر عدد مشاهديه بين 100 مليون إلى 600 مليون شخص حول العالم في السنوات الأخيرة. فضلًا عن واحد من أكبر المناسبات الموسيقية الإلكترونيّة مهرجان تومورولاند في بلجيكا والمهرجان الإسباني مهرجان انترناسيونال دي بنيقاسم والمهرجان الدنماركي مهرجان روسكيلد ومهرجان إكزيت الصربي في نوفي ساد.

## المسرح

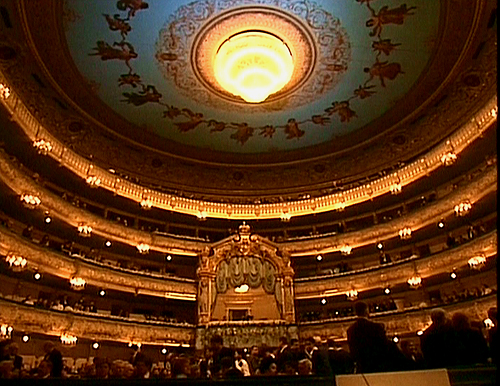
مسرح مارينسكي في سانت بطرسبرغ، من أبرز المسارح الموسيقية في روسيا حيث عرضت عليه روائع تشايكوفسكي وموسورجسكي وكورساكوف للمرة الأولى.

يمكن العودة بأصول المسرح الأوروبا إلى العهد اليوناني الكلاسيكي والذي تأثر بشدة من بعده بنظيره المسرح الروماني. كما هو الحال مع الكثير من الأصناف الأدبية الأخرى فإن المسرح الروماني يميل إلى ترجمة وتكييف المسرح اليوناني. كما أن العديد من المسرحيات الكوميدية لبلوتوس كانت ترجمة مباشرة لأعمال ميناندير فضلًا أعطت مسرحيات موليير لمسة هامه ومنعطق هام في تاريخ المسرح الفرنسي الكوميدي. كما وكتب فولتير العديد المسرحيات والتي تركت لمستها على تاريخ المسرح الفرنسي والمسرح الأوروبي عامًة.
خلال القرن السادس عشر وحتى القرن الثامن عشر كان المسرح الكوميدي شكلاً من أشكال المسرح الارتجالي والذي لا يزال قائماً إلى يومنا هذا. كانت الفرق المسرحية تجول البلاد وتنصب مسرحها في الهواء الطلق وتوفر التسلية في شكل ألعاب خفة وألعاب بهلوانية ومسرحيات كوميدية مبنية على شخصيات قائمة بنص خام تعرف باسم «كانوفاتشيو».
في عام 1740 تأسس مسرح المدرسة العسكرية ونشط حتى العام 1757 الذي يعد المنعطف الأكثر أهمية في تاريخ المسرح الروسي، أي حين تأسس المسرح المحترف الكبير (البولشوي) والصغير (المالي) للمسرح والباليه والموسيقى في كل من سانت بطرسبرغ وموسكو، وبتمويل مباشر من البلاط.

## السينما

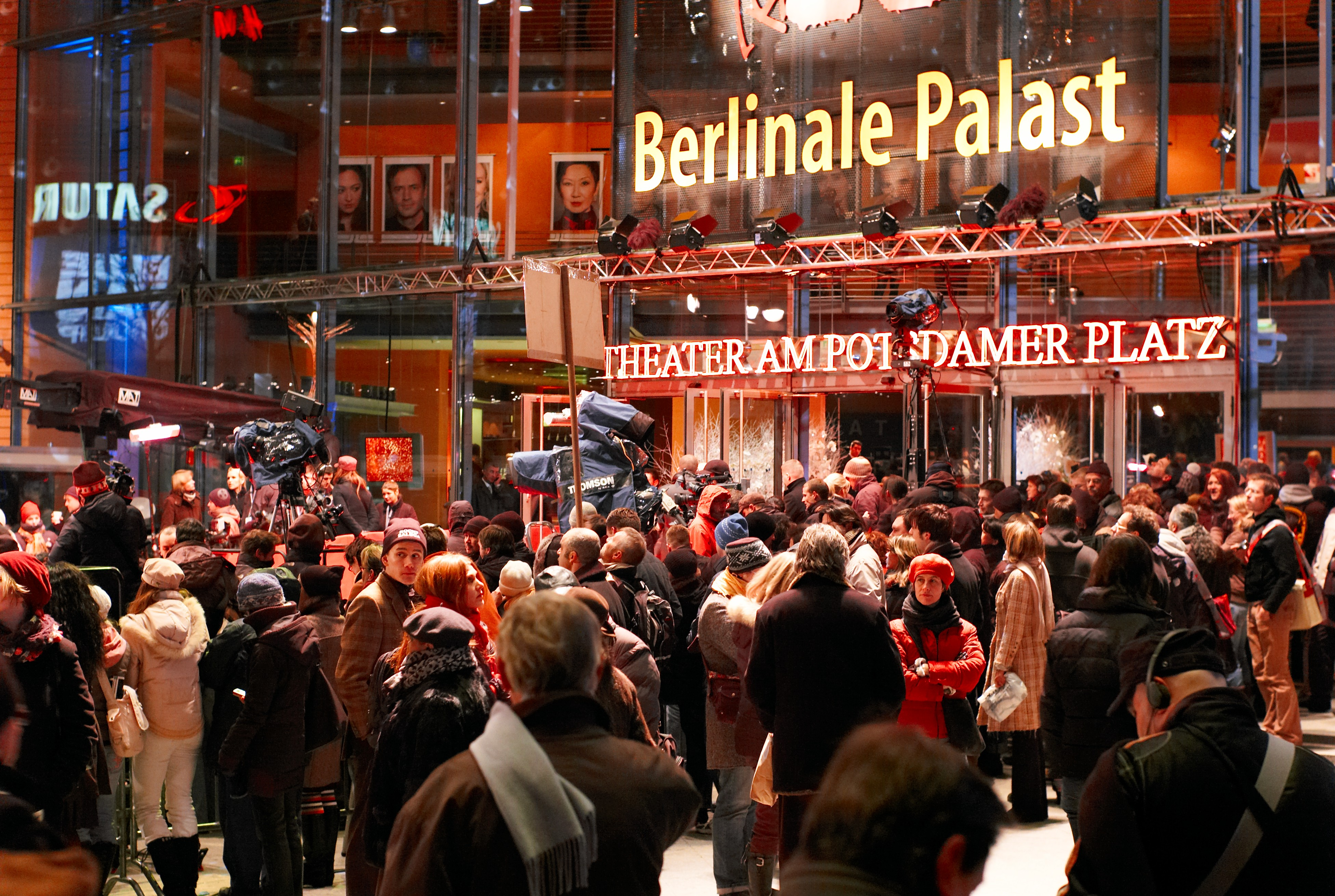
جانب من مهرجان برلين السينمائي الدولي.

كان الأوروبيون من رواد صناعة السينما، مع العديد من أسماء المهندسين والفنانين الذي أحدثوا تأثير ملموس خاصًة في نهاية القرن التاسع عشر. وفي سنة 1888 قام لويس لي برينس في أول فيلم سينمائي معروف مسجل. وكان الاخوة سكلادانوسكي من برلين من أوائل المنجين السنمائيين. وبدأ تاريخ السينما الأوروبية رسميًا مع عرض الإخوة لوميير السينمائي الأول سنة 1895 في باريس والتي عدّت من أشهر أوائل العروض السينمائية. تلاها عصر السينما الصامتة، وهي الفترة التي حققت فيها السينما الأوروبية نجاحًا تجاريًا كبيًرا. وظلت كذلك حتى عشية الحرب العالمية الثانية. بدأ بافتتاح دور السينما في روسيا في عام 1903. في عام 1911 عرض على الشاشة أول فيلم روائي طويل في روسيا هو الدفاع عن سيفاستوبول، وشهدت السينما الروائية الروسية مرحلة الازدهار الأولى في أعوام الحرب العالمية الأولى وبرزت فيها ممثلات وممثلون مشهورون كما تطورت الصحافة السينمائية بسرعة. وحين كانت الحرب في ذروتها في عام 1916 صدرت في روسيا 11 مجلة سينمائية لكن لم يتبق ما مجموعه 2,700 فيلم أنتج في زمن الإمبراطورية الروسية حتى عام 1917 سوى 300 فيلم سينمائي.
وتشمل الحركات السينمائية الأوروبية السينما التعبيرية الألمانية (1920)، والسينما الفرنسية الانطباعية (1920)، والسينما الواقعية الشعرية (1930)، والسينما الواقعية الجديدة الإيطالية (1940)؛ وهي الفترة التي أطلق عليها لقب «هوليوود أخرى». تأسست أول استوديو سينمائي في أوروبا، استوديو بابلسبيرغ بالقرب من مدينة برلين في عام 1912.
وتشمل الحركات السينمائية ما بعد الحرب العالمية الثانية السينما الحرة (1950)، وسينما الموجة الجديدة الفرنسية (1950-1960)، ومدرسة الأفلام البولندية (1950-1960)، وسينما الموجة الجديدة التشيكوسلوفاكية (1960)، والسينما الألمانية الجديدة (1960-1980)، وسينما الموجه الجديدة البريطانية (1950-1960)، وسينما السباغيتي الغربية (1960) وسينما نوفو البرتغالية (1960-1970). وشهد مطلع القرن الواحد والعشرين حركات وموجات سينمائية مثل دوغما 95 الدنماركية والموجة السينمائية الرومانية الجديدة ومدرسة برلين. من أكثر المهرجانات السينمائية الأوروبية أهمية في العالم مهرجان كان السينمائي الفرنسي ومهرجان برلين السينمائي الدولي الألماني ومهرجان البندقية السينمائي وهو أقدم أقدم مهرجان سينمائي في العالم.

## العلوم والتقنية والابتكار

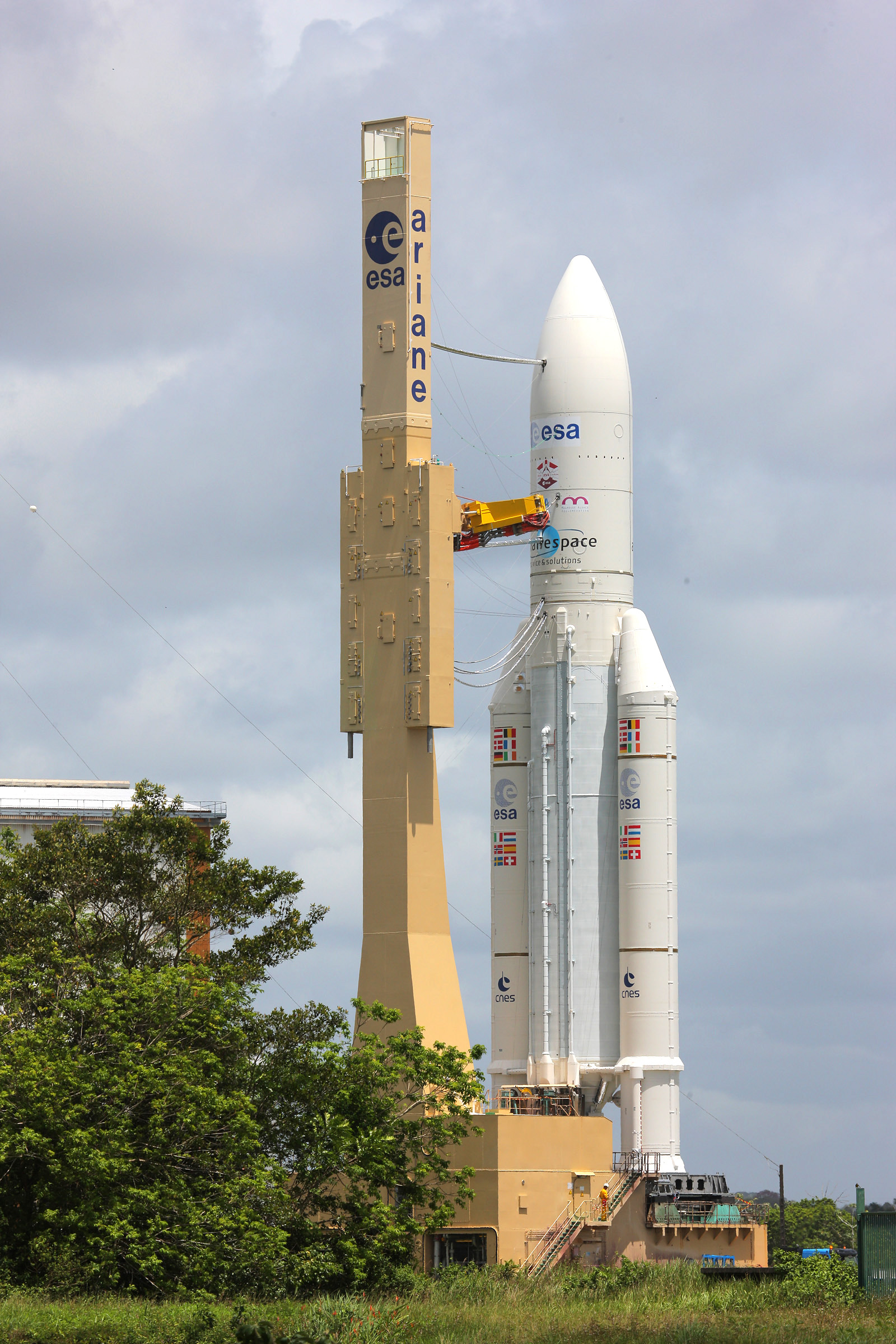
صاروخ فيغا الأوروبي.

كانت أوروبا مهد العديد من العقول العلمية البارزة عبر القرون. من بينها وربما الأكثر شهرة في التاريخ، العديد من الأوروبيين عبر التاريخ سجلوا إسهامات كبيرة في تطوير العلوم والرياضيات من العصور الوسطى إلى اليوم. كما برزوا وعملوا كافة في حقول العلوم من الطب والفيزياء والكيمياء والاختراعات، ويعتبر عدد من العلماء الأوروبيين آباء لحقول علمية عديدة، بما في ذلك، ولكن ليس على سبيل الحصر، الفيزياء الحديثة، والصوتيات، وعلم المعادن، والكيمياء الحديثة، وعلم التشريح الحديث، الطبقات، علم الجراثيم، وعلم الوراثة والهندسة التحليلية، وعلم الكون الفيزيائي. اختراعات العلماء الأوروبيين تشمل أول آلة صناعية الغزل وأول حاسب آلي وأول جهاز حاسب آلي حديث وشبكة الإنترنت العالمية جنباً إلى جنب مع إتش تي تي بي 404 ولغة رقم النص الفائق، وأول عملية نقل دم بشري ناجحة، والمكنسة الكهربائية، وآلة تهذيب الحشائش، وحزام الأمان والحوامات، والمحركات الكهربائية، والميكروفون، والمحرك البخاري، والبطارية، وسماعة الطبيب، والآلة الحاسبة الميكانيكية، والمرحاض، وحمامات الشامبو، والساونا والبيديه، وفرشاة الأسنان، وطريقة بريل، والميكانيكية طباعة الحروف المتحركة، وبندول فوكو، ونظريات مثل نظرية داروين في التطور، والنظرية الذرية. وطور نيوتن أفكار الجاذبية الكونية، ميكانيكا نيوتن، وحساب التفاضل، وقانون المرونة الخاص بروبرت هوك والمسمى باسمه. تشمل الاختراعات الأخرى صفيحة حديد السكك الحديدية، وتعبيد الطرق، والشريط المطاطي، ومصيدة الفئران، وجهاز سلامة «عين القطة» على الطرق، وتطوير وصلة المصباح الساطع، القاطرات البخارية، وثقابة البذور، والمحركات النفاثة، والعديد من التقنيات الحديثة والتكنولوجيات المستخدمة في الهندسة الدقيقة. تمت تسمية العديد من وحدات كهربائية. كما يقول الخبراء أن المفهوم الأول لالنظام المتري اخترعه الإنجليزي جون ويلكنز، السكرتير الأول للجمعية الملكية في عام 1668.

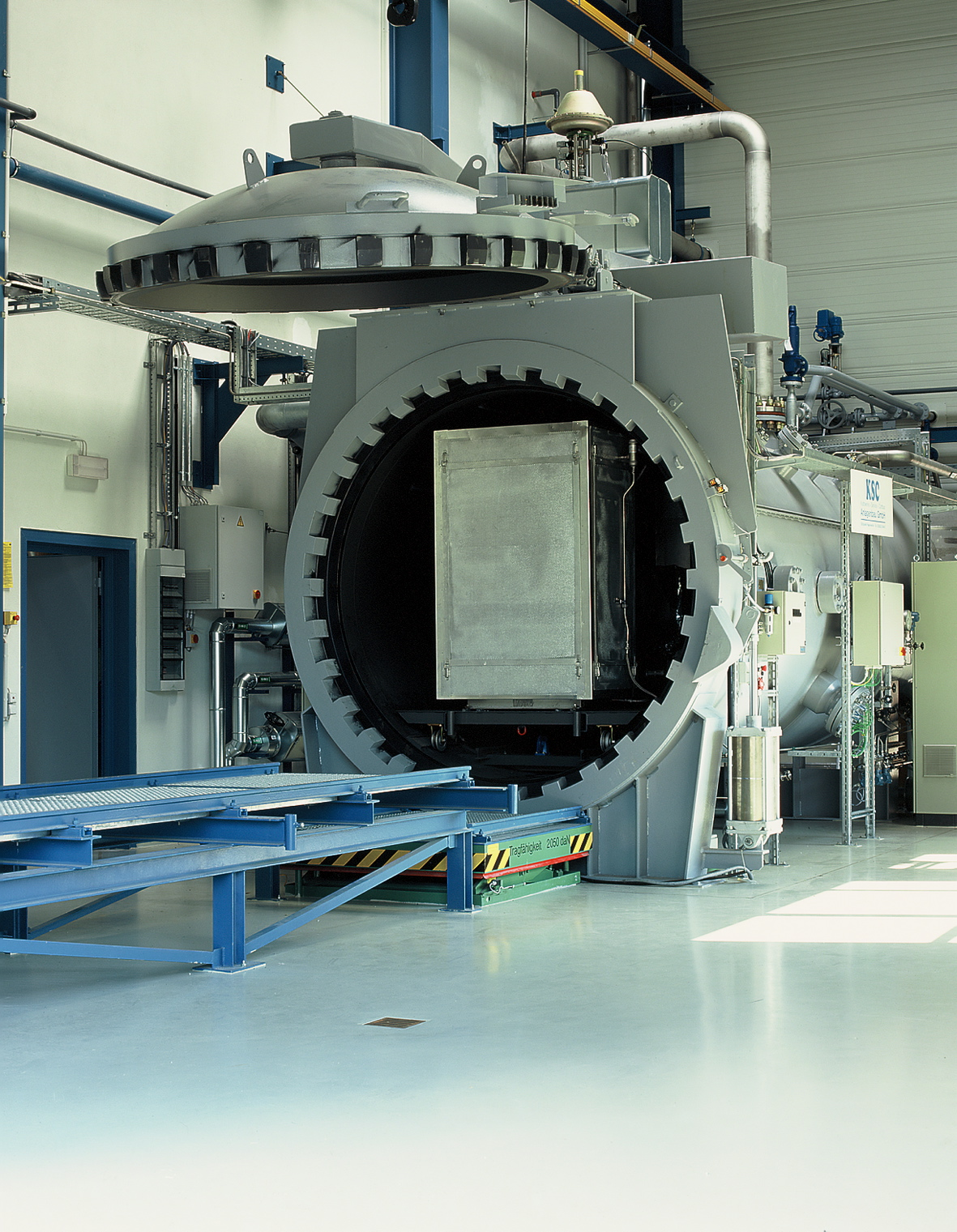
تجربة في مركز أبحاث دريسدن.

تشمل الشخصيات اليونانية البارزة في ميدان العلوم: أرخميدس، وبطليموس وإقليدس. ومن الشخصيات الإيطالية: ليوناردو دا فينشي، وغاليليو غاليلي، وإنريكو فيرمي، وجيوفاني دومينيكو كاسيني، وأليساندرو فولتا، ولاغرانج وفيبوناتشي، ولادزارو سبالانساني، وكاميلو غولجي وغولييلمو ماركوني. ومن الشخصيات البريطانية البارزة في ميدان العلوم والرياضيات: السير إسحاق نيوتن، ومايكل فاراداي، وروبرت هوك، وروبرت بويل، وجوزيف بريستلي، وجيمس وات، وطومسون، وتشارلز باباج، وتشارلز داروين، وستيفن هوكينغ، وكريستوفر رن، وآلان تورنغ، وفرانسيس كريك، وجوزف ليستر، وتيم بيرنرز لي، وأندرو وايلز وريتشارد دوكينز. ومن الشخصيات الألمانية: ألبرت أينشتاين، ويوهانس كيبلر، ويوهان غوتنبرغ، وماكس بلانك، وكارل بنز وغوتفريد لايبنتس. ومن العلماء الروس: إيفان بافلوف، وديميتري مندلييف، وإيليا ميتشنيكوف، ونيكولاي لوباتشيفسكي، وميخائيل لومونوسوف، وألكساندر بوبوف، وإيغور سيكورسكي وسيرجي كوروليوف. ومن العلماء الأرمن: إميل أرتين وفيكتور أمبارتسوميان. ومن العلماء الفرنسيين: ألبير جاكار، ولوك مونتانييه، وجاك لاكان، وبيار كوري، وليون فوكو، وجان باتيست لامارك، ولورن دالمبير، ودنيس ديدرو، وبليز باسكال، ورينيه ديكارت، وسادي كارنو، ولوي باستير، وأنطوان لافوازييه، وبيير دي فيرما وبيار أبيلار. ومن العلماء البولنديين: نيكولاس كوبرنيكوس، وإغناسي لوكاسيفيتش وماري كوري. ومن العلماء المجريين: إدوارد تيلر وجون فون نيومان. ومن العلماء النمساويين: لودفيغ بولتزمان، وسيغموند فرويد وكورت غودل. ومن العلماء الإسكتلنديين والإيرلنديين: لورد كلفن، وروبرت بويل ووليم روان هاملتون. ومن العلماء الإسبان: سانتياغو رامون إي كاخال. ومن العلماء السويديين: ألفرد نوبل وأندرس سلزيوس. ومن العلماء الدنماركيين: نيلس بور. ومن العلماء الصرب: نيكولا تسلا، ومیهاجلو بابین وميلانكوفيتش. ومن العلماء السويسريين: كارل يونغ.
تعد سرن (اختصاراً لـ«المنظمة الأوروبية للأبحاث النووية» أضخم مختبر في العالم في فيزياء الجسيمات كما يستخدم المصطلح سيرن للإشارة إلى المختبر نفسه. يستعمل الاختصار «سرن» للتعبير عن المنظمة نفسها التي تقوم بتشغيل عدة مختبرات عالمية كبيرة أشهرها حاليا مصادم الهادرونات الكبير واختصاره LHC. كما تعتبر وكالة الفضاء الأوروبية وكالة تطور برامج التعاون الفضائي بين أمم أوروبا الغربية. وقد أنشئت في 30 مايو 1975 باندماج منظمة تطوير إطلاق الصواريخ الأوروبية ومنظمة أبحاث الفضاء الأوروبية التي أنشئت عام 1962.
تحصّل الأوروبيون القاطنون في 28 دولة في الاتحاد الأوروبي على 462 جائزة نوبل في مختلف التصنيفات. تأتي المملكة المتحدة في مقدمة الدول الأوروبية المحصلة على جائزة نوبل مع 123 جائزة، تليها ألمانيا مع 105 جائزة، وفرنسا 61 جائزة، وسويسرا 25 جائزة وروسيا 23 جائزة. وتحتل ألمانيا المرتبة الأولى في أوروبا من حيث عدد براءات الاختراع المسجلة. يُذكر أيضًا أنّ خمسة دول أوروبيّة تتربع قائمة أكثر عشرة دول العالم تطورًّا في مجال التكنولوجيا والتقنية العالية.

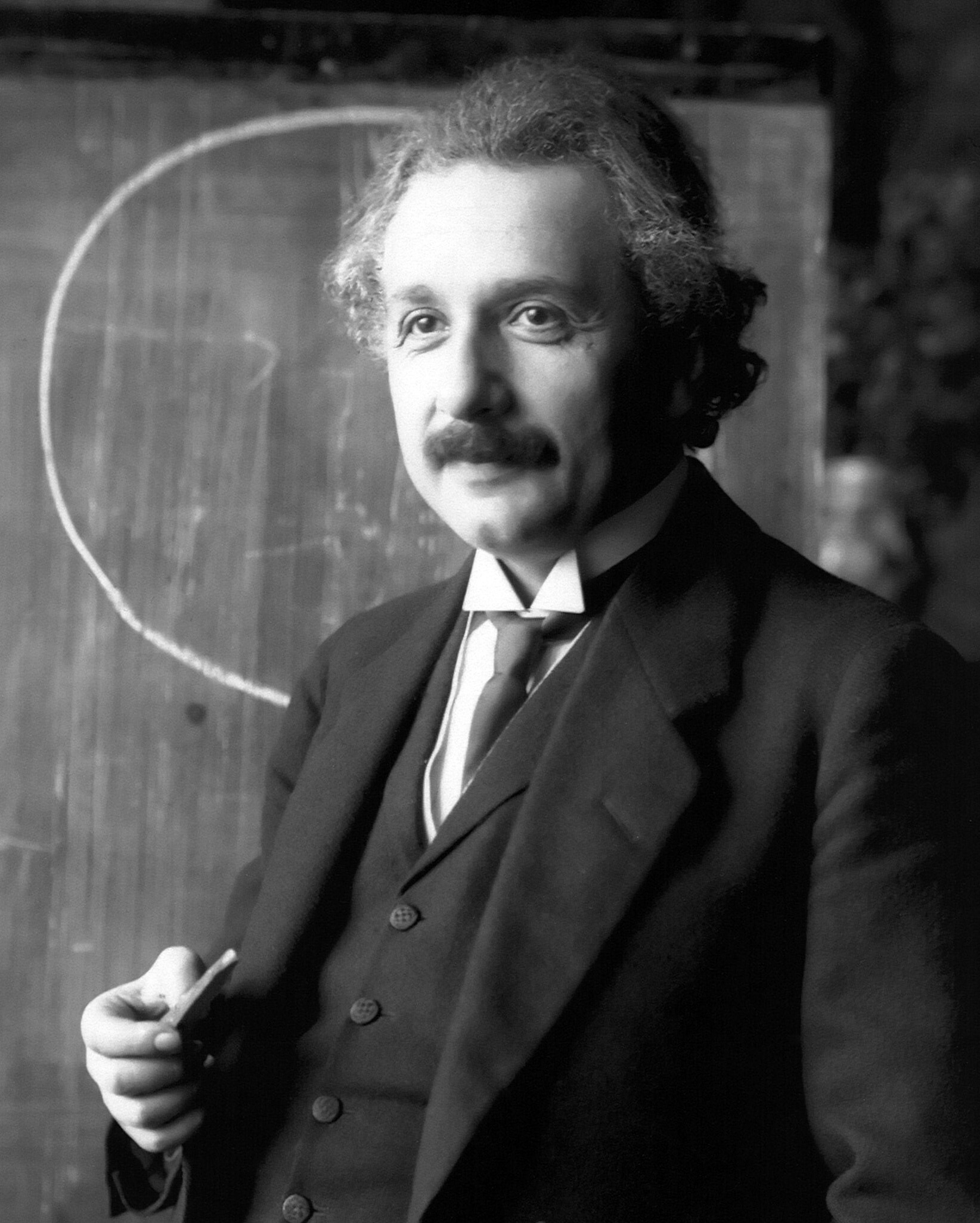
ألبرت أينشتاين
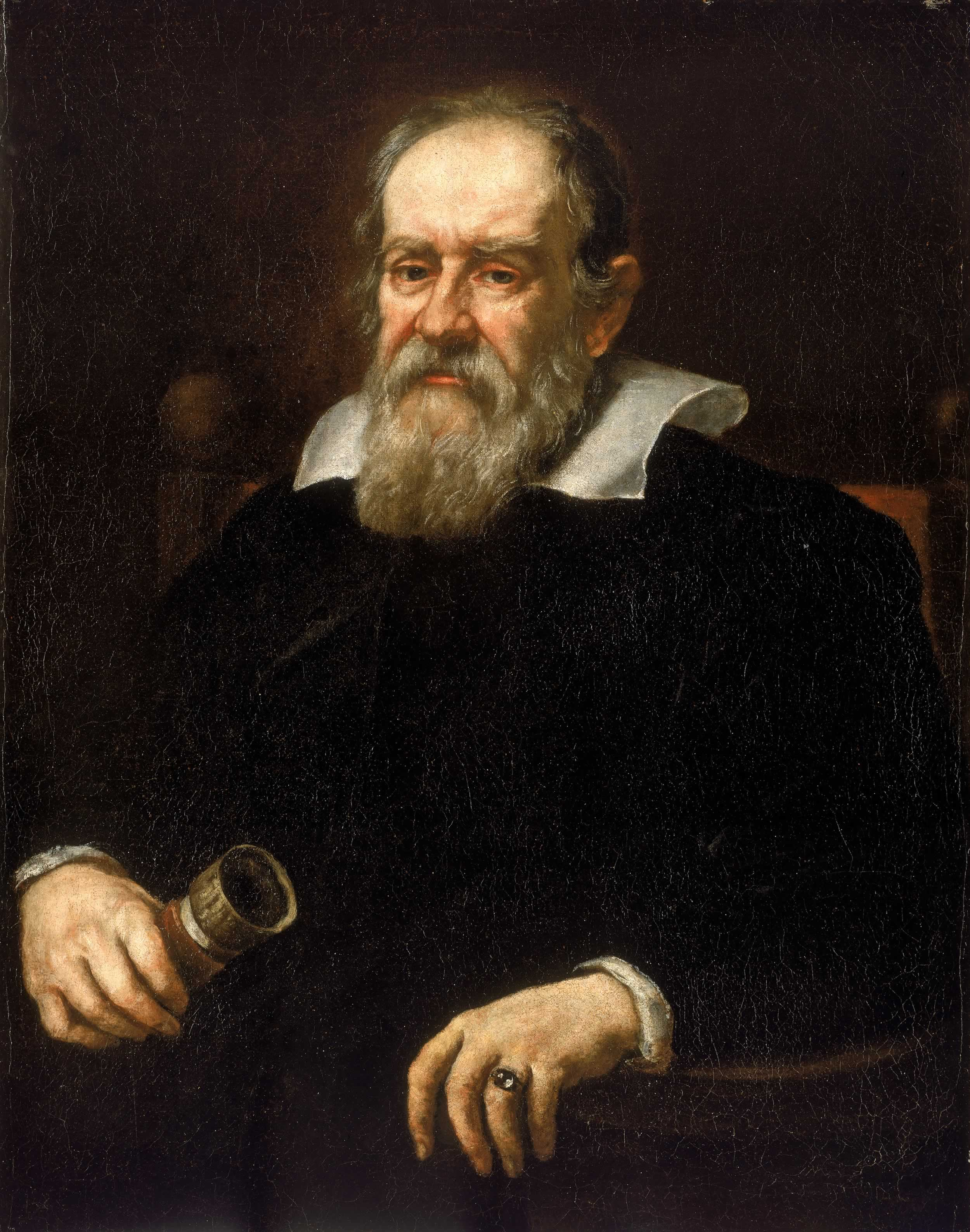
غاليليو غاليلي
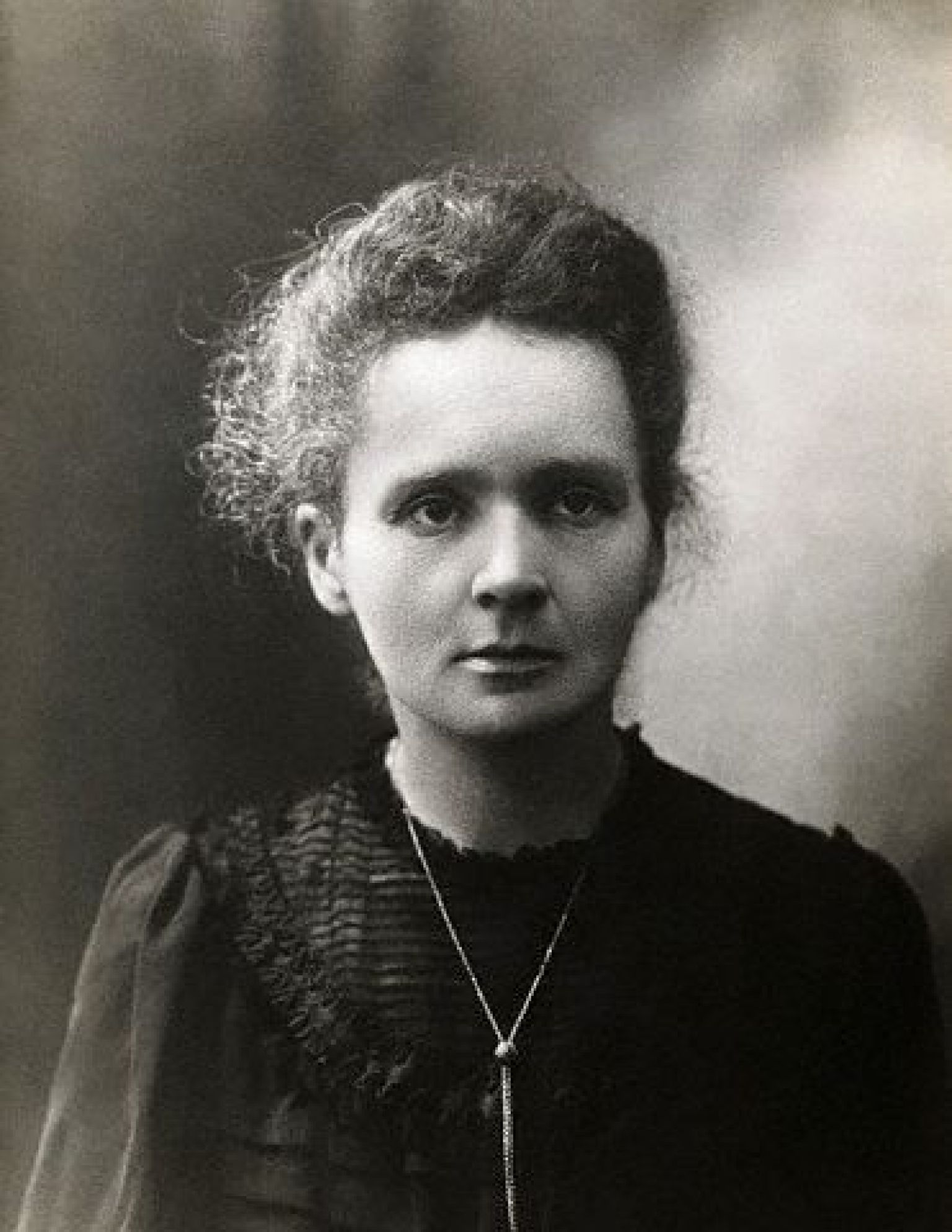
ماري كوري
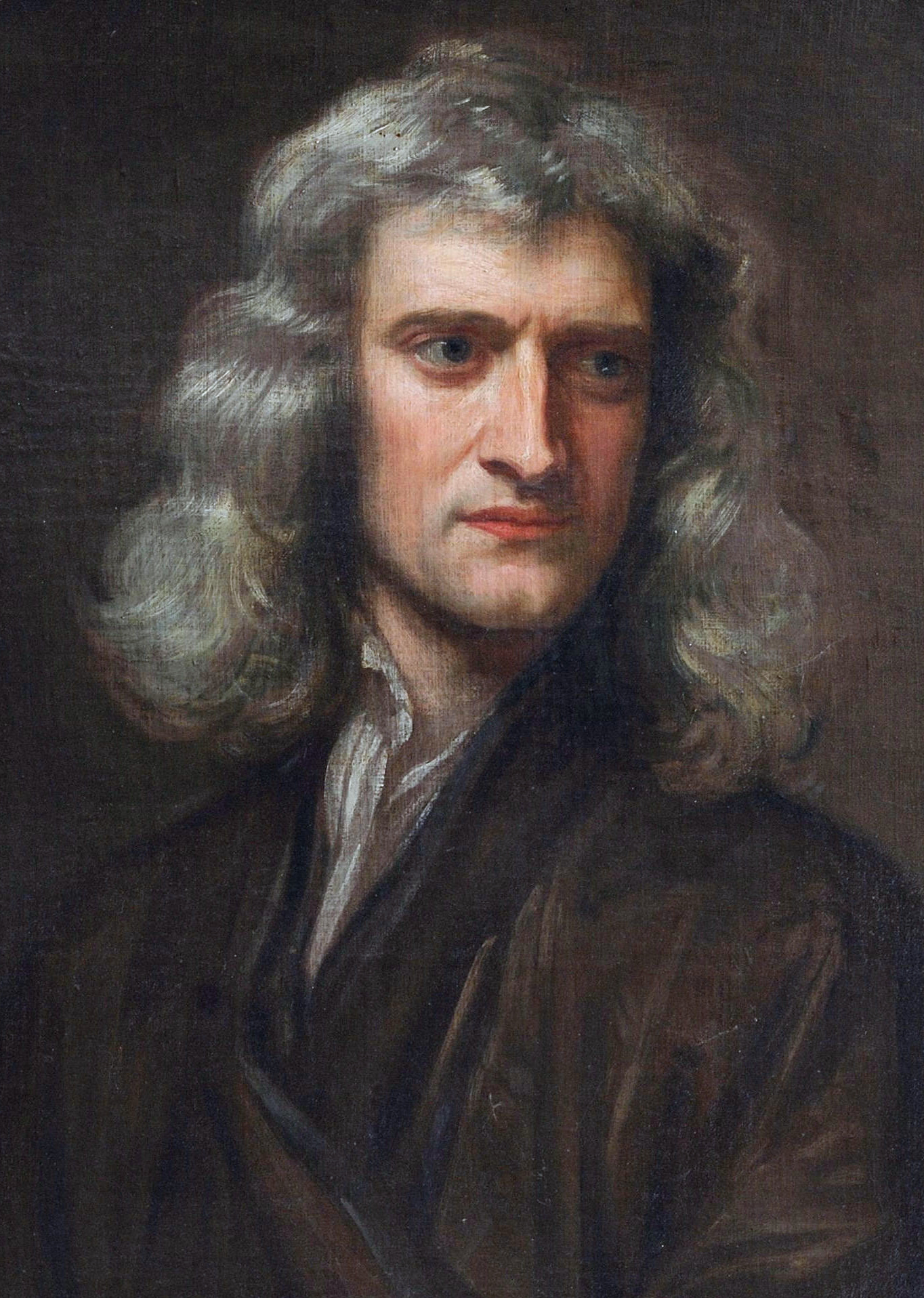
إسحاق نيوتن
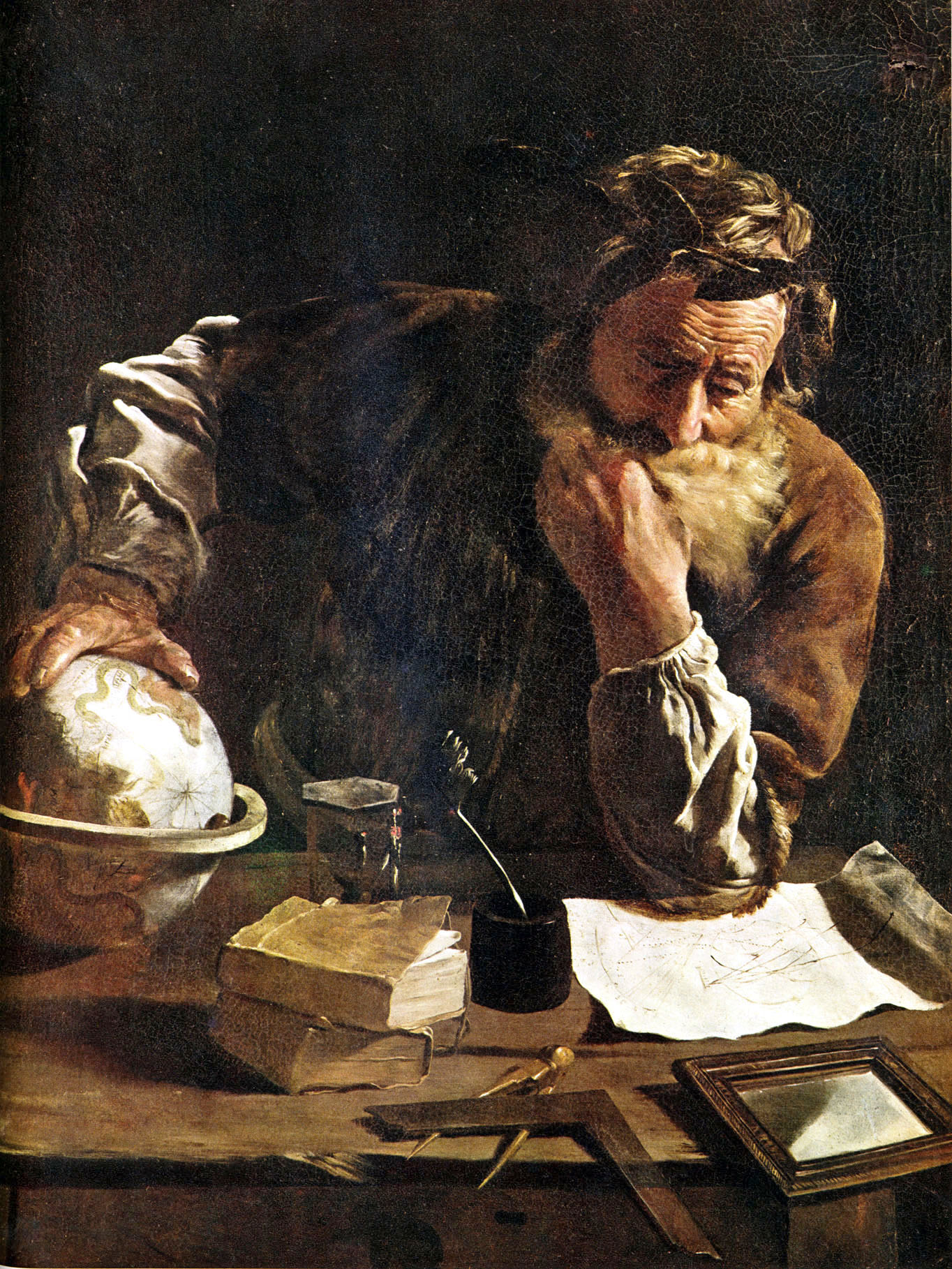
أرخميدس

## الرياضة

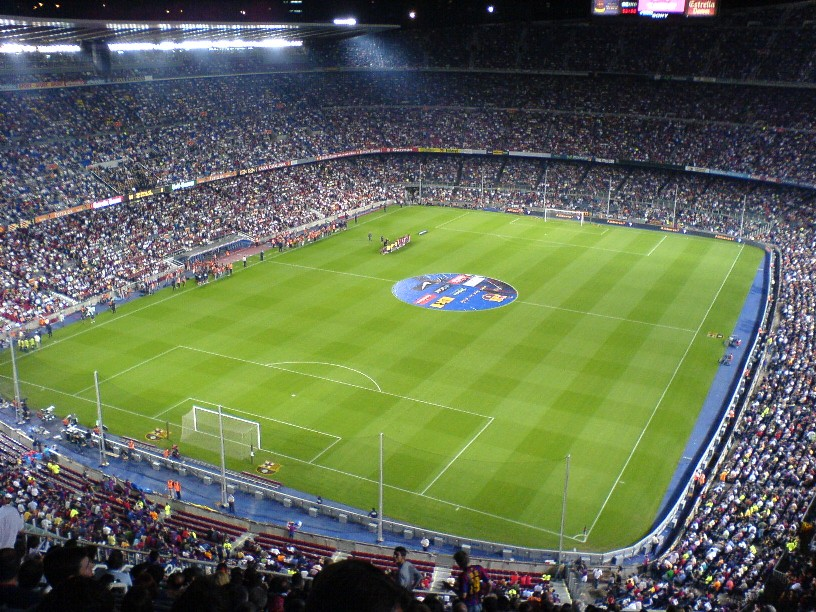
يعد ملعب الكامب نو في برشلونة الأكبر في أوروبا.

أكثر الرياضات شعبية في القارة هي كرة القدم حيث يذكر أنّ رياضة كرة القدم نشأت في إنجلترا، حيث يُعتبر دوري أبطال أوروبا وبطولة أمم أوروبا لكرة القدم أحد أشهر المسابقات الكروية في العالم حالياً. يُعدّ منتخب إيطاليا لكرة القدم ومنتخب ألمانيا لكرة القدم ثاني أكثر المنتخبات الوطنية نجاحاً في مسابقة كأس العالم، حيث حقق الكأس الشهيرة في أربع مناسبات. ويعتبر كل من الدوري الإسباني لكرة القدم والدوري الإيطالي الممتاز والدوري الألماني لكرة القدم أحد أشهر المسابقات الكرة في أوروبا، وتعتبر عدد من الأندية الأوروبية واحدة من أكثر الأندية شهرة في العالم منها ريال مدريد، وبرشلونة، ويوفنتوس، وإيه سي ميلان، وإنتر ميلان، وبايرن ميونخ، وبايرن ميونخ ومانشستر يونايتد.
من الرياضات الأخرى ذات الشعبية الكريكت (خصوصًا في المملكة المتحدة)، واتحاد الرجبي، ودوري الرجبي، وكرة المضرب، وتنس الريشة والاسكواش، وكرة القاعدة، كرة السلة والكرة الطائرة وكرة الماء واتحاد الركبي ودوري الركبي وركوب الدراجات والمبارزة وهوكي الجليد وهوكي الحقل وسباقات السيارات والسباحة. الرياضات الشتوية هي الأكثر شعبية في المناطق الشمالية الأوروبية حيث ينافس الأوروبيين في المباريات الدولية والملاعب الأولمبية. استضافت عدد من المدن في سنوات مختلفة دورة الألعاب الأولمبية آخرها الألعاب الأولمبية الصيفية 2012 في لندن والألعاب الأولمبية الشتوية 2006 في تورنتو.
تمارس عدة ألعاب شعبية في جميع أنحاء القارة وفي بعض الأحيان تدمج في الاحتفالات المحلية. من الأمثلة على ذلك سباق الخيل «باليو» (يشتهر باسم باليو دي سيينا) وسباقات القوارب التقليدية مثل سباق قوارب الجندول في البندقية وسباق القوارب السنوي للجمهوريات البحرية وإعادة تمثيل الرياضات القديمة مثل كالتشيو فيورنتينو وكرة القدم الشاطئية ومصارعة الثيران الإسبانية وتعرف دول أوروبا الشرقية في رياضات المصارعة تمتلك شمال البرتغال فنون دفاع عن النفس خاصة بها مثل جوغو دو باو حيث يستخدم المقاتلون عصياً أو قضباناً لمواجهة واحد أو عدة منافسين في حين تملك فرنسا والمملكة المتحدة تقاليد عريقة في رياضة الفروسية. يعتقد أن الكريكيت تم تطويرها في فترة مبكرة من العصور الوسطى بين المجتمعات الزراعية والتعدينية. يمثل فريق إنجلترا للكريكيت فريقي إنجلترا وويلز معًا، وإحدى المنافسات على أعلى مستوى هي سلسلة آشز بين إنجلترا وأستراليا، والمتنافس عليها منذ عام 1882 م.
من الرياضات الشعبية الأخرى الممارسة بانتظام أو تمتلك دوري خاص بها: التامبوريللو وبوتشي وبوتشيا سو سترادا، وهي لعبة مشابهة لكلوتشيتن.

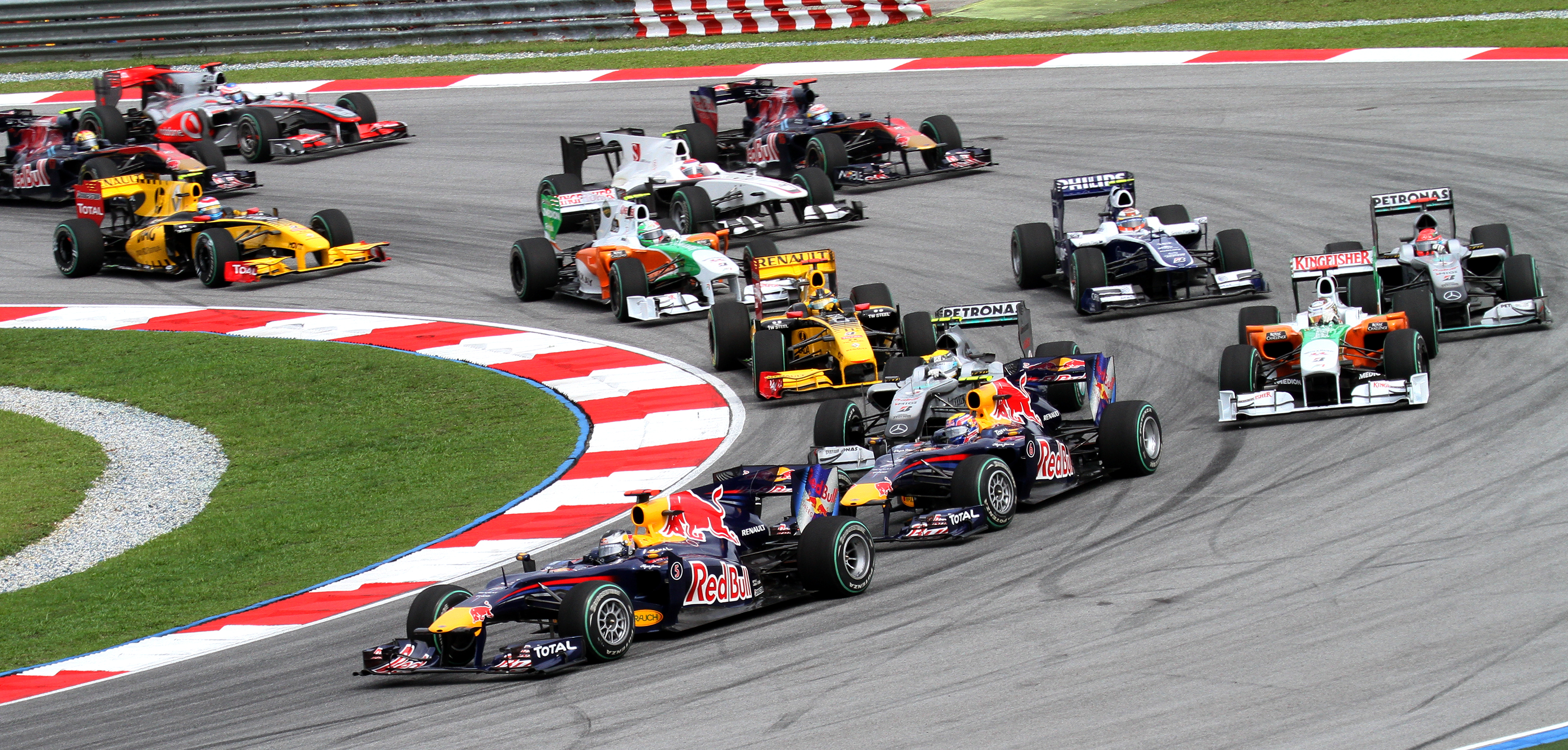
سباق فورميولا ون
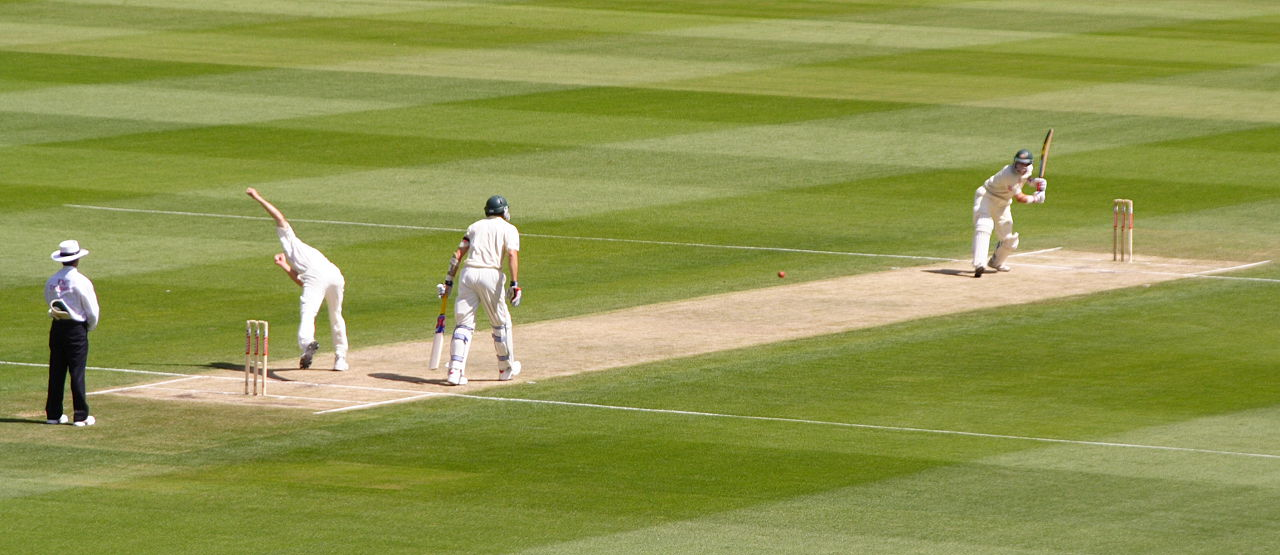
الكريكيت البريطانية
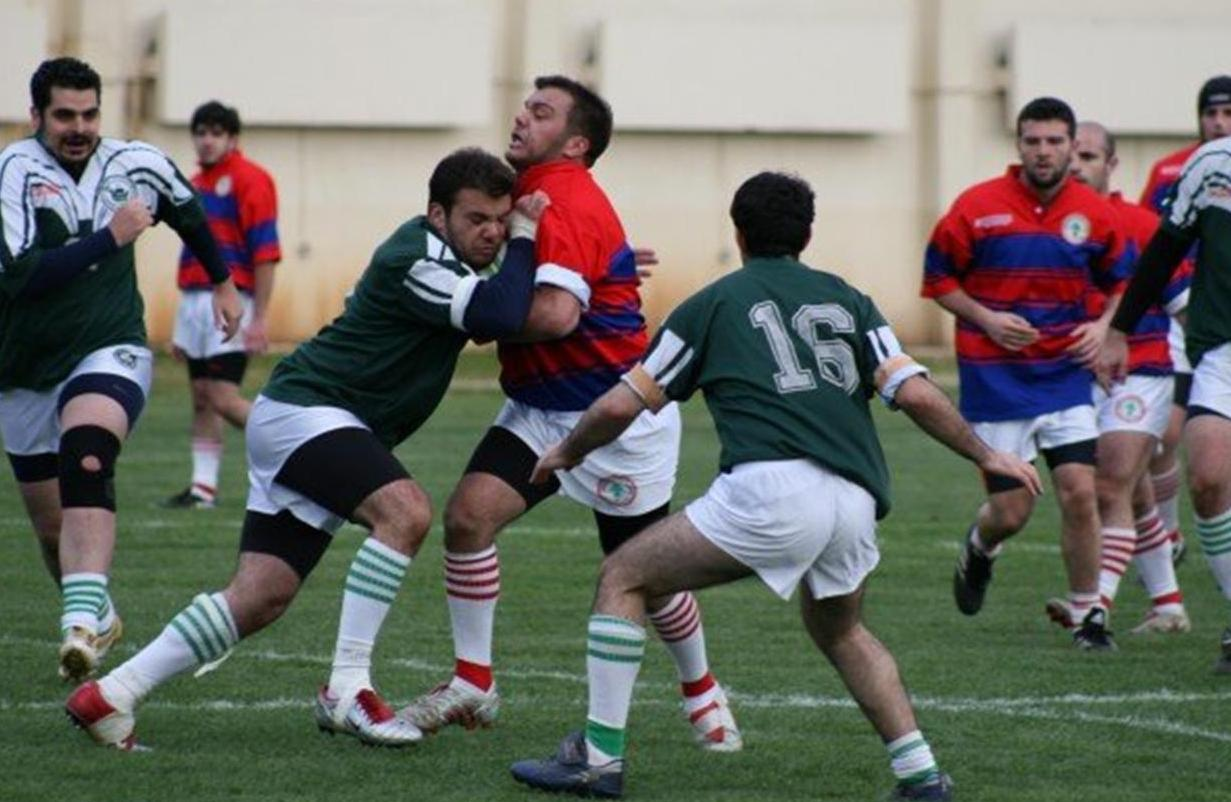
لعبة الرغبي البريطانية
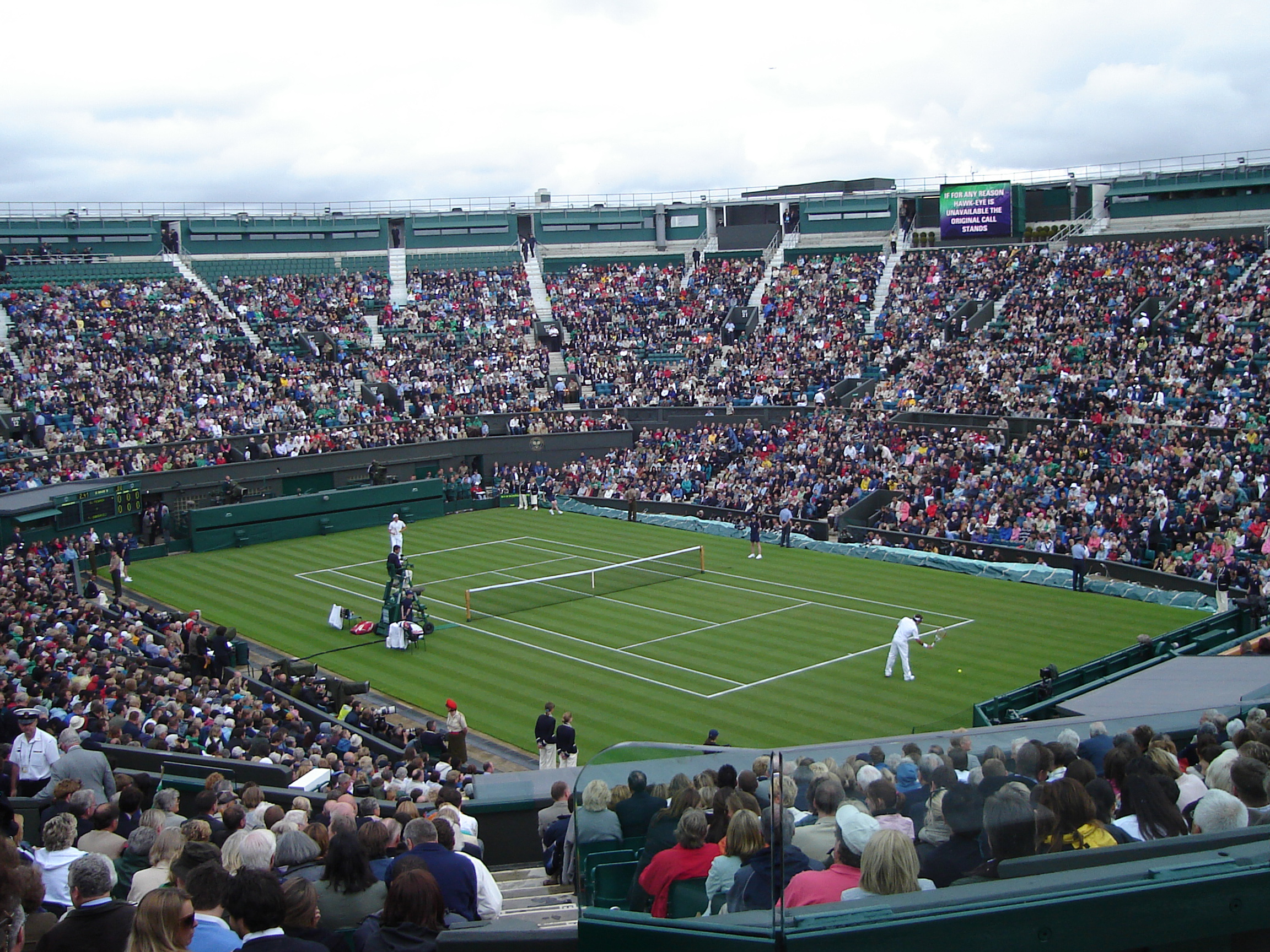
لعبة كرة المضرب
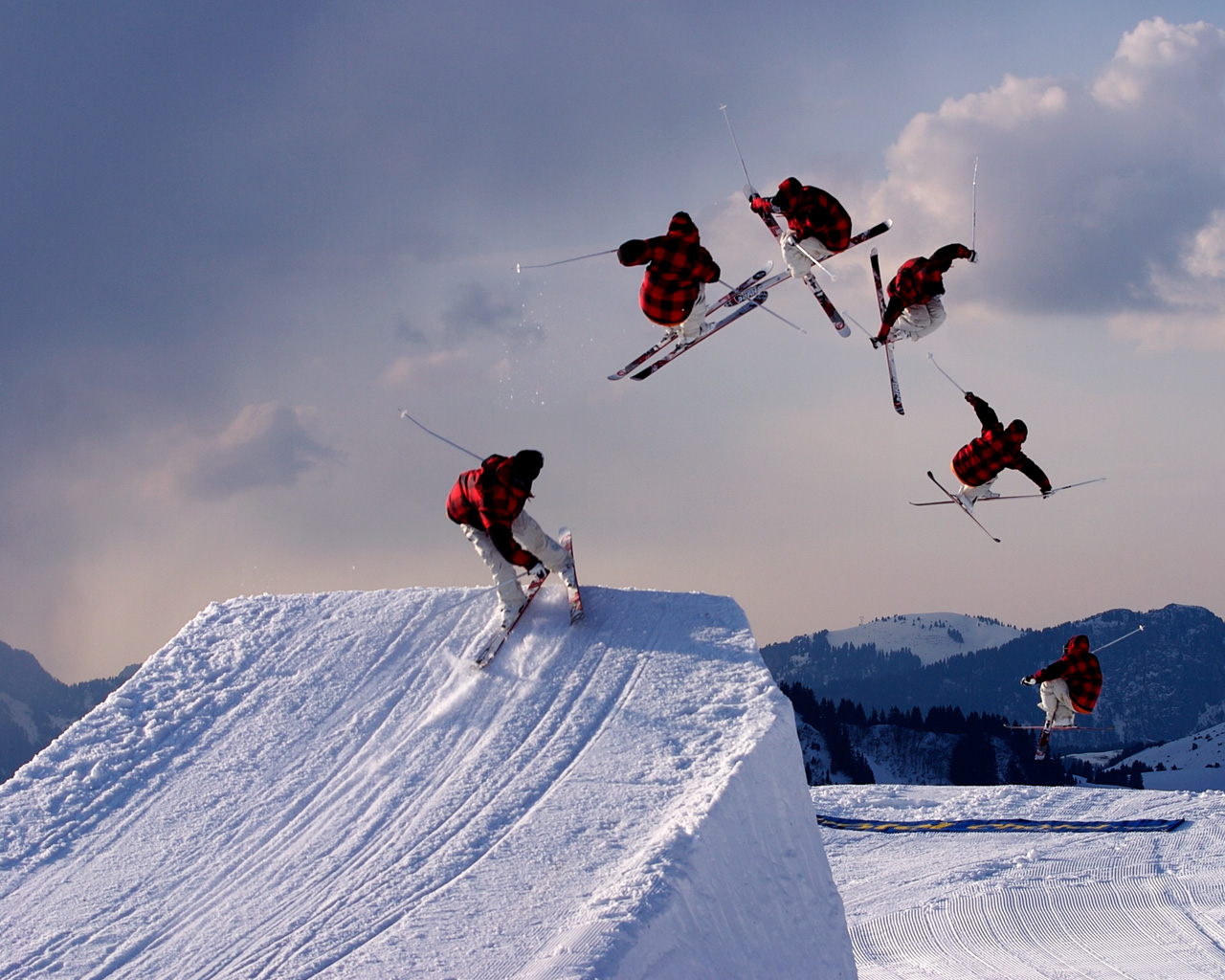
رياضة تزحلق على الثلج

## الموضة

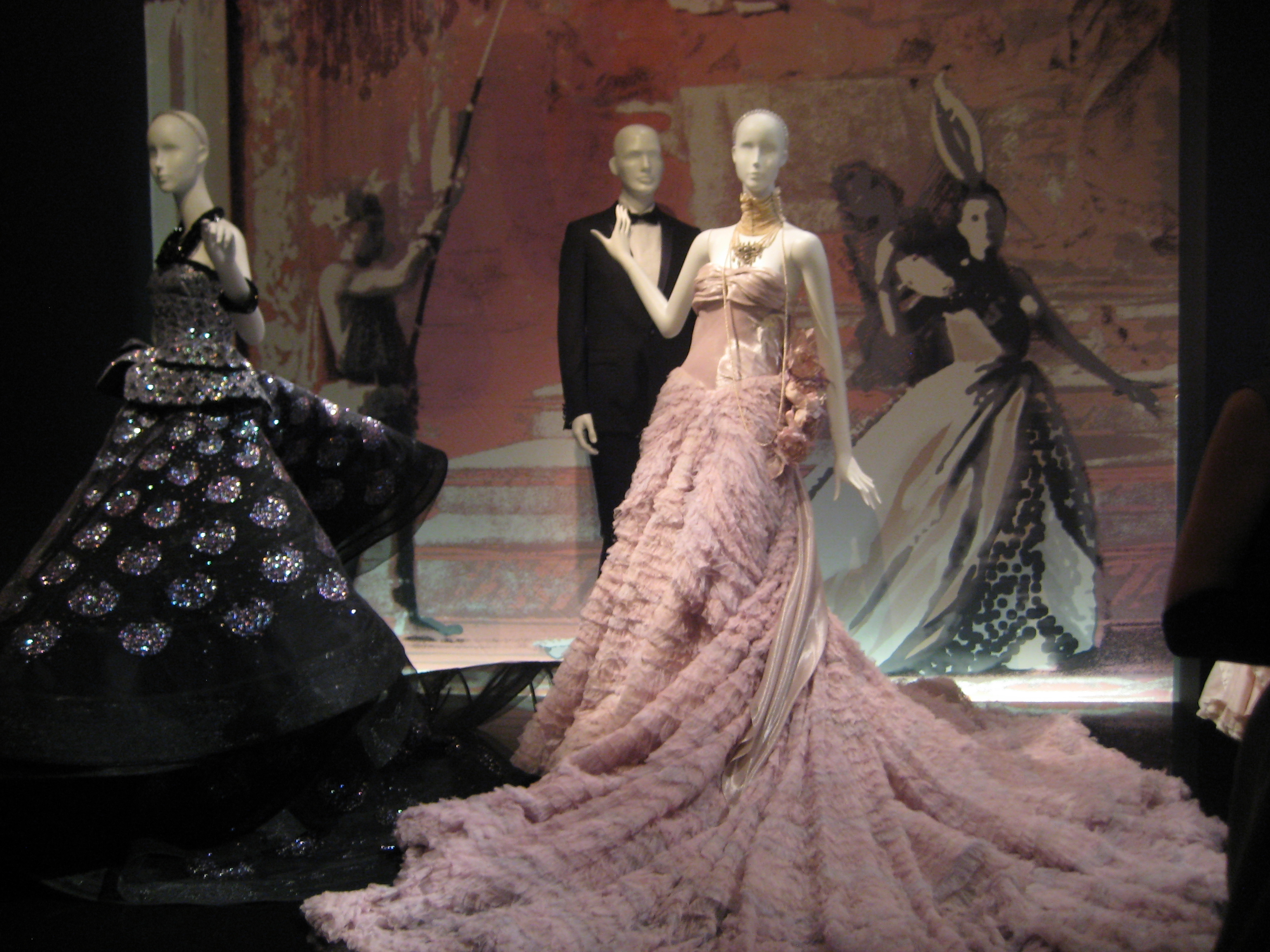
مجموعة أزياء ديور.

يمتلك فن الأزياء الأوروبي تقاليد عريقة، ويعتبر أحد أهمها في العالم والتي تتضمنها الأزياء الفرنسية والإيطالية والبريطانية. تعتبر كل من باريس ولندن وبرشلونة وميلانو وروما وبرلين عواصم الموضة الرئيسية في أوروبا، ولكن تبقى مدريد وفلورنسا وموسكو مراكز أخرى هامة. وفقاً لغلوبال لانغويج مونيتور 2013، رشحت باريس لتكون العاصمة الحقيقية للموضة العالمية تليها لندن وبرشلونة بينما جاءت روما سادسة. من الأسماء الكبرى في الموضة الأوروبية: كوكو شانيل وبيير كاردان وكريستيان ديور وبالينسياغا وزارا وغوتشي وبرادا وفيرساتشي وفالنتينو وأرماني ودولشي أند غابانا وميسوني وفندي على سبيل المثال لا الحصر. أما مجلة فوغ باريس ومجلة فوغ الإيطالية فتعتبر أهم مجلة أزياء مرموقة في العالم.

## المطبخ
المطبخ الأوروبي أو بشكل أعم المطبخ الغربي، يدل بشكل جماعي على المأكولات الأوروبية والغربية. يشمل المطبخ الأوروبي مأكولات روسيا، شمال أمريكا وأستراليا ونيوزلندا بالإضافة للدول الأوروبية. ويستعمل بشكل خاص من قبل الآسيويين ليفرقوا به عن المأكولات الآسيوية. أما الغربيون، فيعنون به الطعام الأوروبي أو ما يسمونه بالقاري.
إن المطبخ الأوروبي متنوع بعدد شعوبه وحضاراته. إلا أن له ميزات مشتركة بخاصة عند مقارنته بالمطبخ الآسيوي. فمثلا، يعتمد على اللحوم بشكل أكبر وكمياته على الموائد أعلى بكثير. كما أن فنون تشكيل وطهي اللحوم الغربي
ة متنوعة أكثر من اللحوم الآسيوية وتعتمد على نوعية ومكان اللحم. ويعتمد الغربيون على الصلصات في تتبيل لحومهم وتبهيرها. كما يعتمد الغربيون على خبز طحين الدقيق كمصدر أساسي للنشويات، وعلى البطاطا بدرجة أقل، مقارنة بالأرز عند الآسيويين.
تختلف مكونات الأطباق حسب المنطقة. مع ذلك فقد انتشرت العديد من الأطباق والمطابخ الأوروبية في جميع أنحاء البلاد. بعض الأطباق الشهيرة تشمل المأكولات البحرية والباستا (إيطالي) والبيتزا (إيطالي) والهامبرغر (ألماني) وتاباس (إسباني) وبايـيا (إسباني) وجاجيك (يوناني) وبيتا جيروس (يوناني) والسلطة اليونانية (يوناني) وسلطة اوليفيه (روسي) والهام (بالإسبانية: Jamón ibérico) (إسباني) ولحم الخنزير المقدد (بريطاني) والبيروغة (بولندي) وبان كيك (إنجليزي) والسلمون المدخن (نرويجي) وجولاش (مجري) وشاشليك (أوكراني) وأليغو (فرنسي) ودونر كباب (تركي) وسحلب (تركي) والباكالهاو (برتغالي) ووالشنیتزل (نمساوي) والروستي (سويسري). والدولماس (روماني) والسارما (بلغاري) كما يشتهر النبيذ الفرنسي والإيطالي والصربي التوسكاني كما تحظى الجعة الهولندية هينيكن والجعة الدنماركية كارلسبيرغ وتوبورغ والجعة الإيرلندية غينيس.

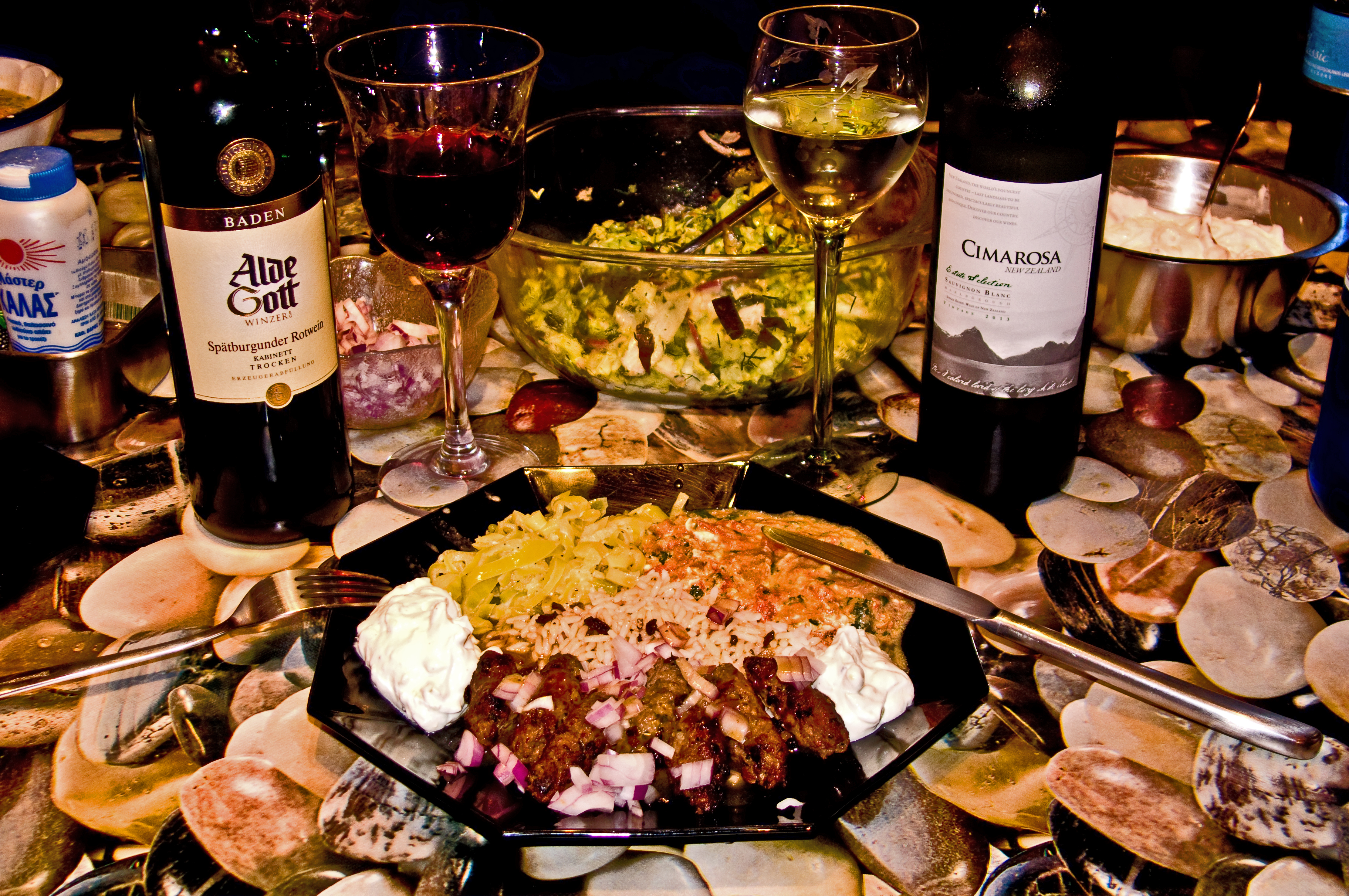
وجبة صربية تقليدية
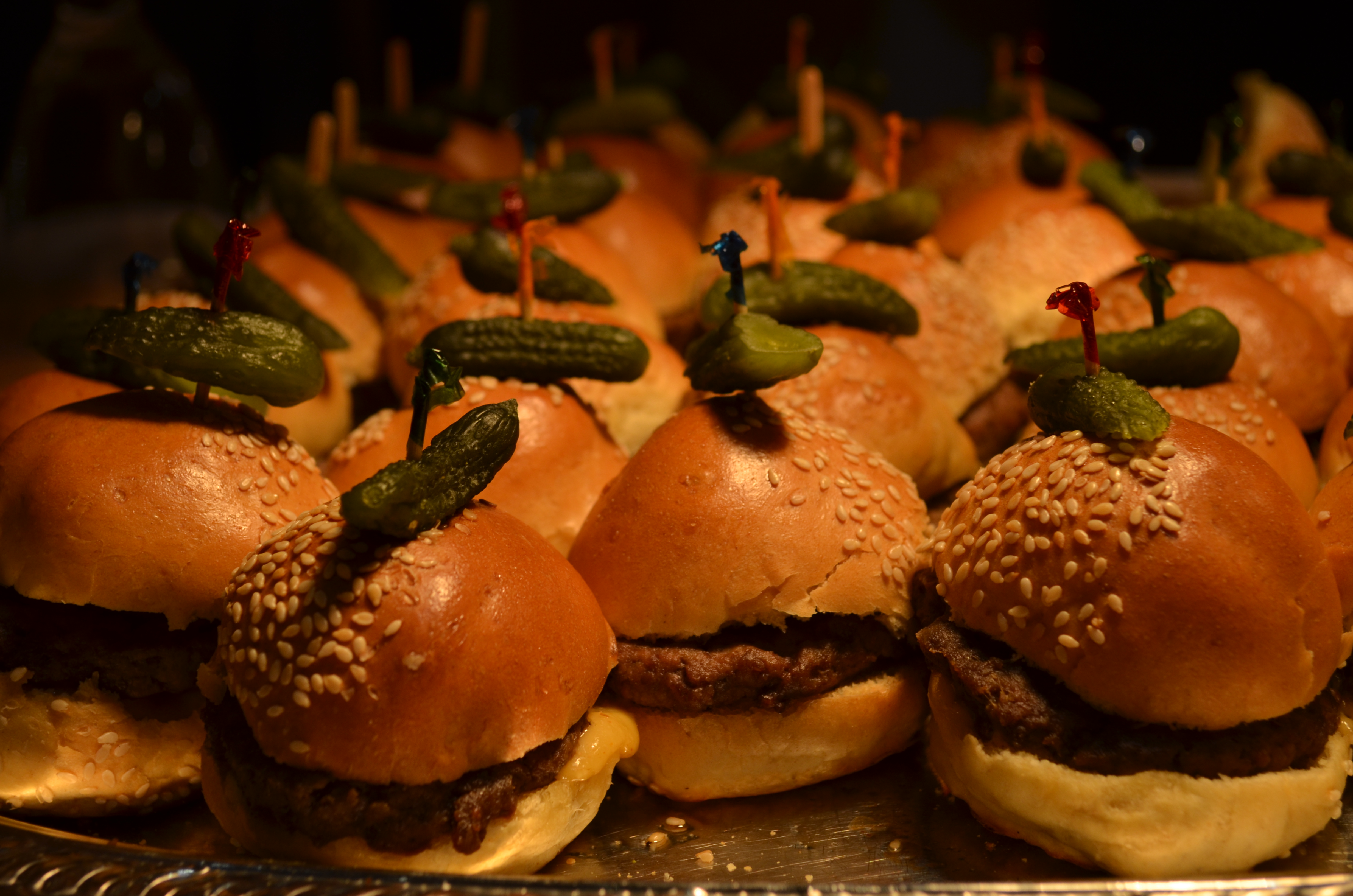
هامبرغر ألماني
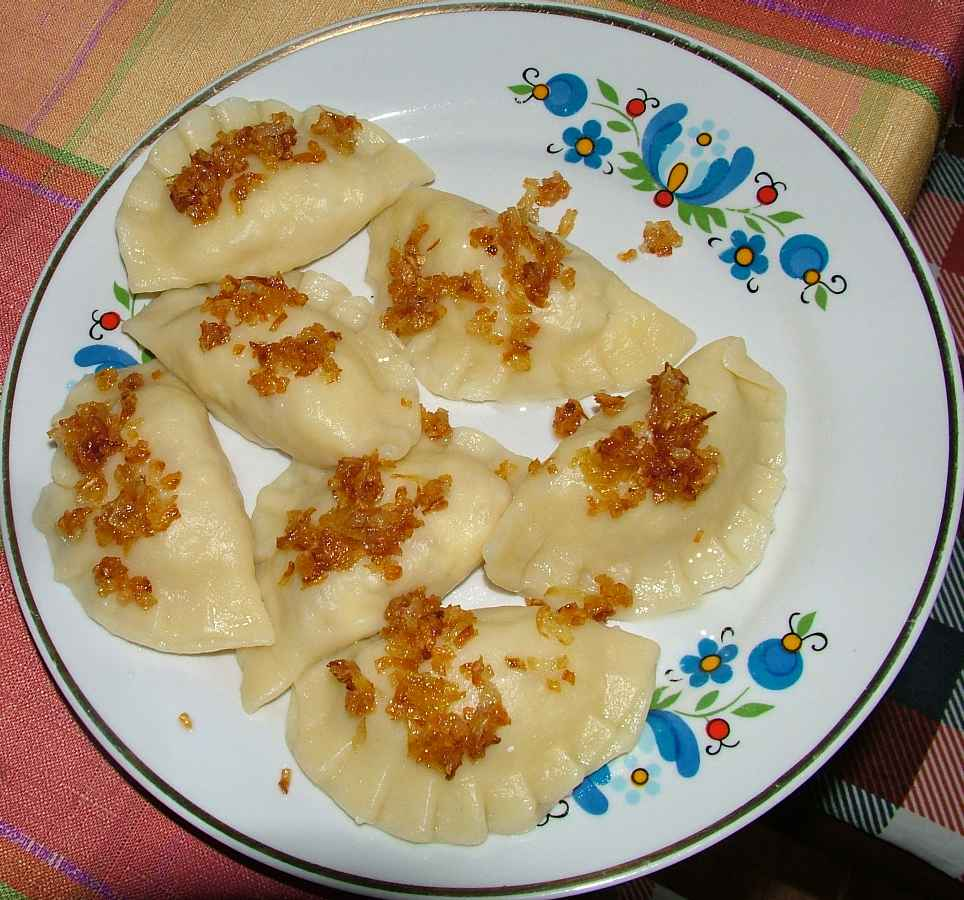
بيروغة بولندية
بيتزا إيطالية
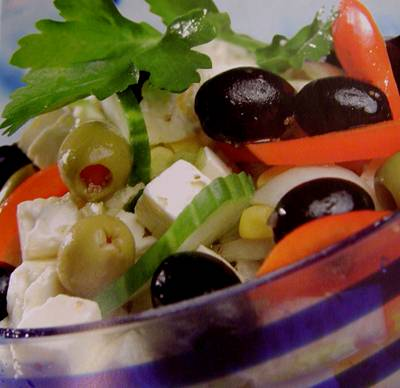
سلطة يونانية

## الدين

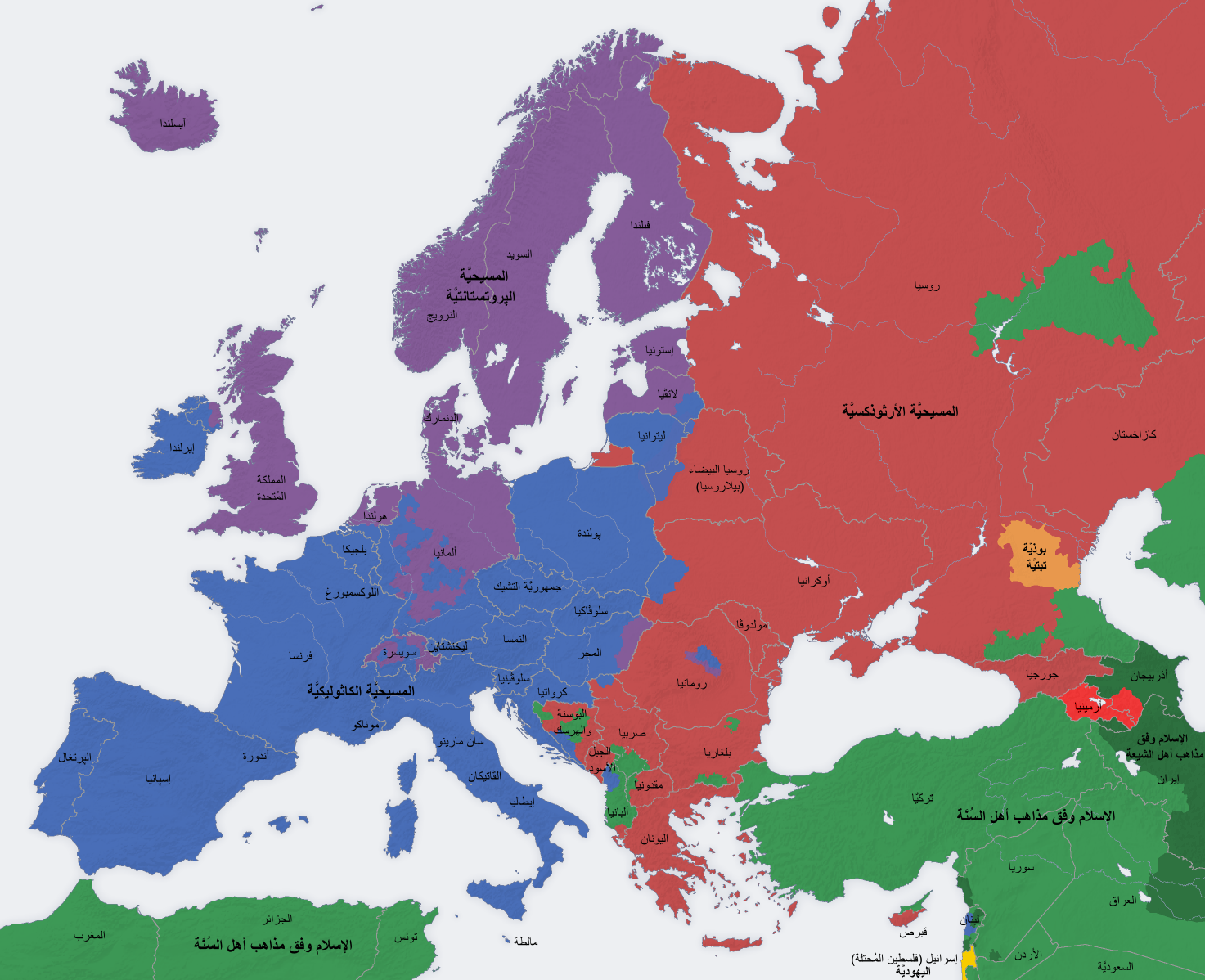
خارطة تُظهر توزّع الديانات في أوروپَّا والأقاليم المُجاورة في آسيا الغربيَّة وشمال أفريقيا.
مسيحية كاثوليكية
أرثوذكسية شرقية
بروتستانتية وأنجليكانية
أرثوذكسية مشرقية
إسلام سني
إسلام شيعي
بوذية تبتية
يهودية

كان للديانة في أوروبا تأثير كبير على الفن والفلسفة، والثقافة والقانون. تُعد الديانة المسيحية إلى حد كبير الدين الرئيسي في أوروبا. بدأت المسيحية في جنوب غربي آسيا لكنها نمت في أوروبا فأصبحت أكبر الديانات من حيث عدد معتنقيها وأكثرها أثرًا ونفوذًا.
تعد المسيحية في أوروبا الديانة المهيمنة والرئيسية واستناداً إلى احصائية مركز الأبحاث الأميركي لعام 2011 يُشكّل المسيحيُّون 76.2% من سكان أوروبا ويتواجد فيها أكبر تجمع مسيحي في العالم. كما تُعد المسيحية أكبر ديانة في الاتحاد الأوروبي، فاستنادًا إلى احصائية يوروباروميتر لعام 2012 يُشكّل المسيحيين حوالي 72% من سكان الاتحاد الأوروبي وفي الاتحاد الأوروبي يتواجد أكبر تجمع مسيحي في العالم.
تمتلك أوروبا ثقافة مسيحية غنية بوجود العديد من القديسين والشهداء فضلاً عن كون الغالبيّة العظمى من الباباوات من الأوربيين. ازدهر الفن المعماري المسيحي في أوروبا في العصور الوسطى وعصر النهضة والباروك مع فنانين مثل ميكيلانجيلو وليوناردو دا فينشي ورافاييل وغيرهم. تعتبر الهندسة المعمارية المسيحية في أوروبا غنية أيضاً ومثيرة للإعجاب، فهناك كنائس وكاتدرائيات مثل كاتدرائية القديس بطرس وساغرادا فاميليا ونوتردام دي باريس وكنيسة وستمنستر وكاتدرائية كولونيا وكاتدرائية القديس باسيل. ضمت أوروبا العديد من المواقع المسيحية المقدسة والتراثيّة ومراكز المسيحية على أصنافها، ففي روما مركز الكرسي البابوي وقيادة الكنيسة الرومانية الكاثوليكية العالميّ وفي أثينا وإسطنبول مراكز الكنيسة الأرثوذكسية بالإضافة لفيتنبرغ منبع الإصلاح البروتستانتي والإنجيلي. ووفقًا للتقاليد المسيحية يعتبر كل من القديس بندكت النيرسي، وكيرلس وميثوديوس، وبريجيت من السويد، وكاترين السينائيّة، وإديث شتاين رعاة القارة الأوروبيَّة.
وفقًا لمركزي الأرشيف الألماني للإسلام معهد (دي)، يبلغ عدد المسلمين في أوروبا حوالي 53 مليون 5.2%، يشمل الرقم كل من روسيا والقسم الأوروبي لتركيا. ويبلغ عدد المسلمين في دول الاتحاد الأوروبي حوالي 16 مليون 3.2%. وفقًا لآخر إحصائية من عام 2010، قام بها معهد بيو وصل عدد المسلمين في كل أوروبا، عدا تركيا، إلى 44 مليون نسمة، أي ما يُشكل حوالي 6% من إجمالي سكان أوروبا.
للديانة اليهودية في أوروبا تاريخ طويل، بدأ مع الغزو من شرق البحر الأبيض المتوسط من قِبل بومبي عام 63 قبل الميلاد، وبالتالي يعود بداية تاريخ وجود اليهود إلى أيام الإمبراطورية الرومانية، على الرغم من المرجح أنّ هجرة يهود الإسكندرية إلى روما تعود إلى بداية فتح بومبي للشرق. تشير التقديرات إلى ما قبل الحرب العالمية الثانية أن عدد السكان اليهود في أوروبا بلغ حوالي من 9 ملايين نسمة. يعد أكبر تجمع سكاني لليهود في أوروبا حاليًا في فرنسا، حيث تقدر نسبتهم بحوالي 1%.
خلال أواخر القرن العشرين، كانت هناك اتجاه متزايد في الإلحاد أو اللاأدرية، رافقه انخفاض في نسبة المداومين على الصلاة والطقوس الدينية. تشهد كل من ألمانيا الشرقية، وبلجيكا، وفرنسا، والمملكة المتحدة، وهولندا، والنرويج والسويد توجهًا نحو العلمانية. وفقًا لإحصائية معهد بيو عام 2012 تصل نسبة اللا دينيون إلى 18.2% من سكان القارة الأوروبيّة، وبحسب الدراسة نفسها تشكّل اللادينية الأغلبية السكانيّة في دولتين فقط في أوروبا وهما: جمهورية التشيك (75%) وإستونيا (60%). واستنادا إلى إحصائية يوروباروميتر لعام 2012 يمثّل الملحدين واللادينين نسبة 23% من سكان الاتحاد الأوروبي.

## الفلكلور

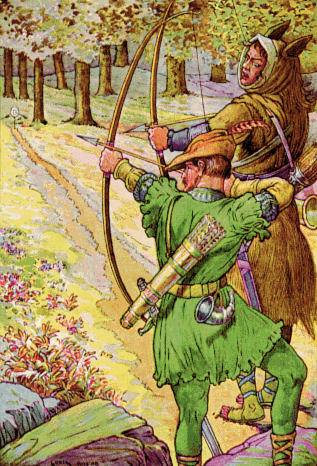
روبن هود وهي شخصية فلكلورية أوروبية.

تطور الفلكلور الأوروبي على مدى قرون عديدة، وظهرت فيه العديد من الشخصيات والكائنات المألوفة الآن حول العالم، مثل الجنيات، العمالقة، الأقزام، والغيلان، ولعلّ أشهر الشخصيات والقصص الفلكلورية الإنجليزية هي قصة روبن هود ورجاله الشرفاء من شيروود ومعاركهم مع شريف نوتنغهام. أثناء العصور الوسطى المتقدمة ظهرت حكايات مصدرها التقاليد البريثونية ودخلت الفلكلور الإنجليزي، ومنها أسطورة الملك آرثر، وهي مستمدة من المصادر الأنجلو نورماندية، الفرنسية والويلزية، وقِصّة سندريلا والأمير الضفدع وهانسل وغريتل ورامبيل ستيلتسكين وبياض الثلج والأقزام السبعة وذات الرداء الأحمر وعقلة الإصبع والقط ذو الحذاء وأليس في بلاد العجائب وبائعة الكبريت وملكة الثلج والحورية الصغيرة وكونت دراكولا الرومانيّة وفرقة كوبان القوزاق ووليام تيل السويسريّ. ومن أبرز الشخصيات والمواقع التي ذكرت فيها: الملك آرثر، قلعة كاميلوت، سيف إكسكاليبر، الساحر ميرلين، وفرسان المائدة المستديرة مثل لانسلوت. من الشخصيات الفلكلورية الأوروبية الأخرى، الملك كول، وقد بنيت هذه الشخصية على شخصية حقيقية من بريطانيا الرومانية.
وتُعد حكايات ذهبية أحد أكثر الأعمال الأدبية المسيحية تأثيرًا على الفلكلور الغربي والمسيحي حيث تحتوي على قصص قديسين وشخصيات أدبية مشهورة مثل القديس نقولا (بابا نويل) والقديس باتريك والثعابين والقديس جرجس والتنين وحرب يعقوب بن زبدي ضد المغاربة واكتشاف الصليب الحقيقي، والتي أضحت جزء من الوعي الثقافي في الثقافة الأوروبية والثقافة المسيحية.
من أهم أدباء ومن كتب في الحكايات الخرافية وأدب الأطفال الأخوان غريم وشارل بيرو ولويس كارول وهانس كريستيان أندرسن. انتَشرت مجموعَةُ القِصص الشعبيّة الأوروبية انتشاراً واسِعاً. وتُرجِمَت لأكثَر من 100 لُغة حولَ العالم ومَعروفَة باسم قِصص الأخوان غريم؛ كما اقتُبِستْ في كثيرٍ من الأعمالِ السينمائيّة، ولعلَ أهمَ من اقتَبَس مِنها هو والت ديزني الذي أنتَجَ أحد أكثَر الأعمال شُهرةً كَـ سندريلاوبياض الثلج والأقزام السبعة والأميرة النائمة.

## عاصمة الثقافة الأوروبية

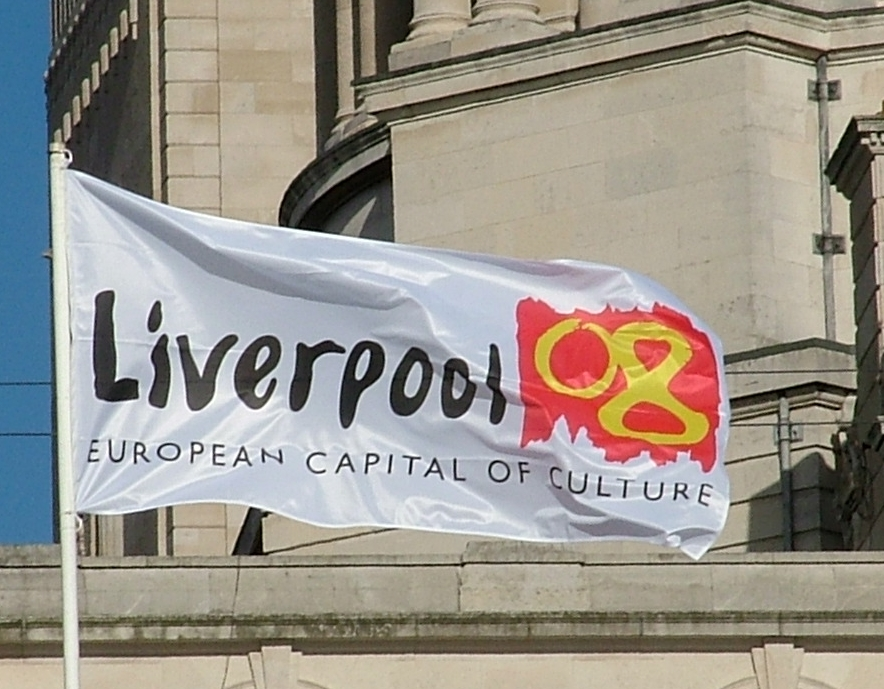
شعار مدينة ليفربول كعاصمة للثقافة الأوروبية يرفرف على أحد الأعلام.

عاصمة الثقافة الأوروبية أحد المبادرات التي يضطلع بها الاتحاد الأوربي لاختيار مدينة أوروبية لمدة عام واحد لعرض الحياة الثقافية بها ومدى التنمية الثقافية. ويتم اختيار العاصمة الثقافية بعد منافسة تشمل تقديم مشروع متكامل مع موازنة جاهزة وتختار وفق الأهمية الثقافية المقدمة بغض النظر إن كانت المدينة الفائزة هي العاصمة أم لا.

### قائمة مدن/عواصم الثقافة الأوروبية
- 1985:  أثينا.
- 1986:  فلورنسا.
- 1987:  أمستردام.
- 1988:  برلين.
- 1989:  باريس.
- 1990:  غلاسكو.
- 1991:  دبلن.
- 1992:  مدريد.
- 1993:  أنتويرب.
- 1994:  لشبونة.
- 1995:  لوكسمبورغ.
- 1996:  كوبنهاغن.
- 1997:  تسالونيك.
- 1998:  ستوكهولم.
- 1999:  فايمار.
- 2000:  ريكيافيك،  برغن،  هلسنكي،  بروكسل،  براغ،  كراكوف،  سانتياغو دي كومبوستيلا، افينيون،  بولونيا.
- 2001:  بورتو،  روتردام.
- 2002:  بروج،  شلمنقة.
- 2003: غراتس.
- 2004:  جنوة،  ليل.
- 2005:  كورك.
- 2006:  باتراس.
- 2007:  سيبيو،  لوكسمبورغ.
- 2008:  ستافنجير وساندنز،  ليفيربول.
- 2009:  فيلنيوس[100]،  لينتز.
- 2010:  إسن (مناصفة مع حوض الرور)،  إسطنبول،  بايتش.
- 2011:  تالين،  توركو.
- 2012:  ماريبور،  غیمرايش.
- 2013:  كوشيتسه،  مرسيليا
- 2014:  أوميو،  ريغا طبقًا لموقع الاتحاد الأوروبي [101]، فقد تم اختيار الدول المنظمة للحدث عن طريق التناوب
- 2015:  مونس،  بلزن.
- 2016:  سان سيباستيان،  فروتسواف.
- 2017:  آرهوس،  بافوس.
- 2018:  ليوواردن،  فاليتا.

## مواقع خارجية
- Eurolinguistix.com
- Europe.org.uk - مجلة الثقافة الأوروبية الإلكترونية (مكتب لندن)
- TheEuropeanLibrary.org، المكتبة الأوروبية، بوابة إلى المكتبات الأوروبية.
- Europeana.eu المكتبة الرقمية الأوروبية.
- Europa.eu, بوابة ثقافة الاتحاد الأوروبي (مؤرشف)